# Deutsches Heer pendant la Première Guerre mondiale
Pendant la Première Guerre mondiale, l'armée impériale allemande (Deutsches Heer) était la plus grande force armée en Allemagne. L'armée allemande était une force armée hautement organisée et structurée de manière complexe, composée de différents types de troupes et d'unités. Au début de la guerre, l'armée était fortement influencée par les traditions du XIXe siècle, son organisation et sa structure étant basées sur les expériences des guerres d'unification allemande et le système militaire prussien. Elle se composait de troupes actives, de la réserve, de la Landwehr et de la Landsturm. Ces différentes parties de l'armée étaient organisées sur une base territoriale, chaque État allemand fournissant ses propres contingents. Les troupes étaient réparties en armées, corps d'armée, divisions, brigades et régiments, avec une direction largement déterminée par l'Oberste Heeresleitung (OHL) sous la direction de l'empereur et, plus tard, de généraux éminents tels que Hindenburg et Ludendorff.
Avec le début de la guerre et la transition des guerres de mouvement à la guerre de position, d'importants changements organisationnels ont eu lieu. La structure initiale, conçue pour des offensives rapides comme dans le plan Schlieffen, s'est révélée inadéquate face aux défis de la guerre de tranchées. Pour répondre aux nouvelles exigences, des unités supplémentaires ont été créées, notamment des troupes de choc spécialisées, formées pour des attaques rapides sur les positions ennemies. L'aviation, initialement utilisée uniquement pour la reconnaissance, a également pris une importance croissante et a été employée pour des bombardements et des combats aériens. Dans l'ensemble, l'armée allemande a fait l'objet de changements constants pendant la Première Guerre mondiale. L'accent initial mis sur les opérations de mouvement rapide a été remplacé par les exigences de la guerre de position, ce qui a nécessité des ajustements organisationnels et tactiques de grande envergure. Malgré son haut niveau de professionnalisme et sa capacité d'adaptation, l'armée n'a cependant pas pu compenser les pertes matérielles et humaines énormes ni l'avantage des Alliés à la fin de la guerre.

## Commandement, contrôle et organisation

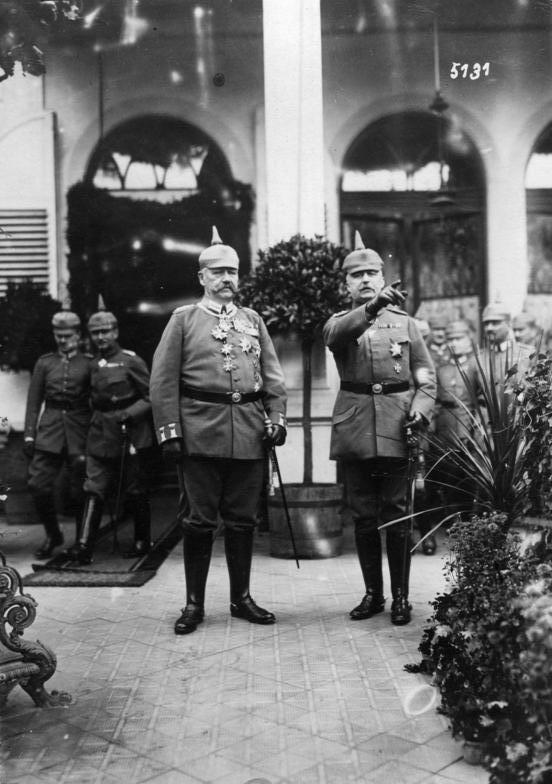
Hindenburg et Ludendorff au Grand Quartier Général à Kreuznach

En tant qu'empereur allemand et roi de Prusse, Guillaume II était le commandant en chef des forces armées allemandes. Il détermine leur structure, déclare la guerre, fait la paix et conclut des traités. L'empereur fonde ses décisions sur trois conseillers militaires : les chefs du cabinet militaire, du ministère de la guerre et de l'état-major général. L'importance de ces trois organes s'est tellement accrue au cours de la guerre que la position du empereur n'a finalement été que nominale et que Hindenburg a eu tellement de pouvoir dans les dernières années de la guerre que, en tant que chef de l'état-major général, il est devenu de facto le commandant en chef. Le cabinet militaire avait pour tâche de contrôler toutes les nominations - à l'exception de celles au sein de l'état-major général -, les promotions, les retraites, les honneurs et les récompenses. Le ministère de la Guerre était responsable de l'administration de l'armée, notamment des finances, du recrutement, de l'approvisionnement, de la discipline, de la justice, des pensions et des casernes. L'état-major général s'occupait des opérations et du renseignement, ainsi que de la formation des officiers d'état-major pour l'ensemble de l'armée.
Le poste de chef d'état-major général était un poste permanent et, à la déclaration de guerre, son titulaire devenait automatiquement chef d'état-major général de l'armée. En 1914, le colonel général Helmuth von Moltke, fils du commandant allemand de la guerre franco-prussienne, occupait ce poste. Après l'échec de l'offensive à l'ouest, il est remplacé par le général de corps d'armée Erich von Falkenhayn, dont la seule contribution majeure à la guerre est la sanglante bataille de Verdun. En août 1916, il est remplacé par le maréchal Paul von Hindenburg, vainqueur de Tannenberg. En temps de paix, les trois divisions de contrôle de l'armée avaient à peu près la même importance, le ministère de la Guerre occupant peut-être la première place. Cependant, avec le début des opérations en 1914, les tâches administratives du cabinet militaire et du ministère de la Guerre sont devenues une affaire de routine, tandis que l'état-major général, qui dirigeait les opérations de l'armée de campagne, s'est hissé à une position de leadership à partir de laquelle il pouvait dicter le cours de la guerre. Hindenburg domine ainsi l'effort de guerre allemand et le empereur agit en fin de compte selon ses souhaits.
Dans la période d'avant-guerre, les trois organes mentionnés ci-dessus avaient exclusivement des tâches administratives et organisationnelles. Le commandement des troupes était assuré par les commandants des corps d'armée, qui avaient le droit d'en appeler directement à l'empereur et de rompre ainsi la chaîne de commandement normale. Les districts des corps d'armée étaient les unités organisationnelles de base de l'armée en temps de paix, et leurs commandants étaient responsables de toutes les questions concernant les troupes et les installations dans leur région. En temps de guerre, ces commandants dirigeaient des corps d'armée entiers sur le terrain, et les dépôts laissés sur place constituaient le cadre de base sur lequel reposait l'expansion de l'armée.

## Inspection de l'armée
Pour garantir l'efficacité et la disponibilité opérationnelle des forces armées, il existait deux systèmes d'inspection différents pour l'armée. Les inspecteurs généraux et leurs collaborateurs avaient pour mission de maintenir les performances techniques de l'armée. Chaque branche des forces armées avait sa propre inspection. Les inspections de la cavalerie, de l'artillerie à pied, des pionniers, du renseignement militaire et de la formation étaient presque autonomes, tandis que les inspections de l'artillerie de campagne, des chasseurs et des fusiliers. Le peloton et la Landwehr n'existaient que dans le cadre du corps d'armée.

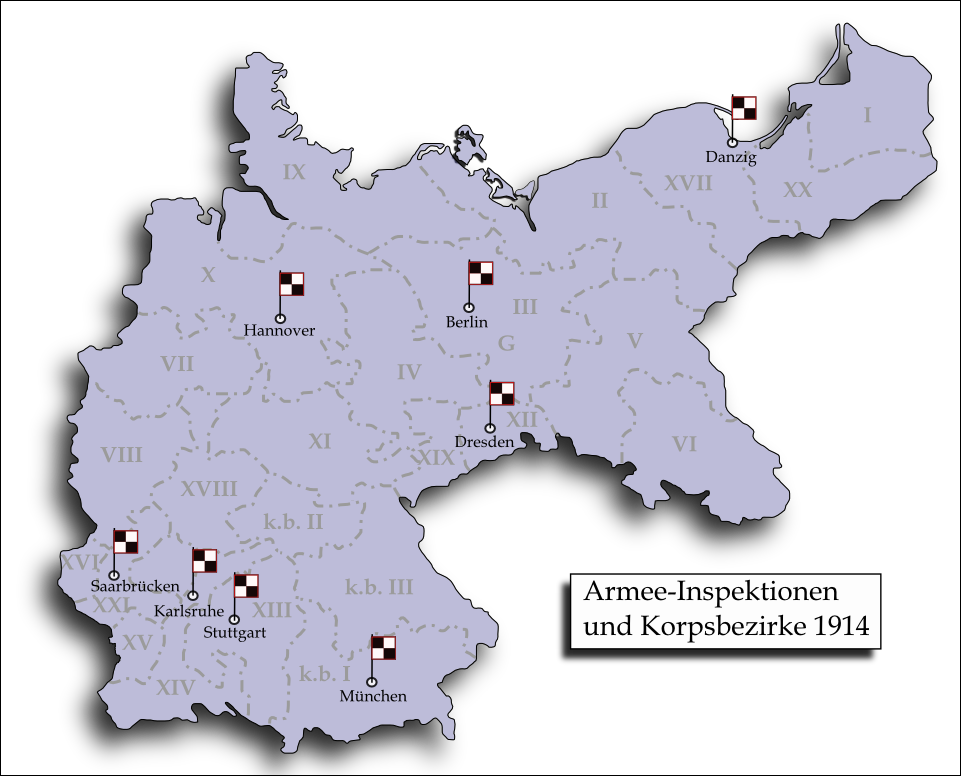
Les « inspections militaires » (Militär-Inspektionen) et les « districts de corps d'armée » (Korsbezirke) de l'armée impériale allemande en 1914.

La responsabilité des troupes de mitrailleurs, des fanfares militaires, des prisons militaires, du service vétérinaire et du service d'aumônerie était exercée directement par le Ministère de la Guerre, qui nommait ses propres inspecteurs, comme il le faisait dans un certain nombre d'autres domaines techniques et professionnels limités. L'inspection de l'infanterie était effectuée par les inspecteurs de l'armée, qui se distinguaient par le fait qu'ils constituaient un élément important de la structure de commandement supérieure de l'armée. En cas de guerre, chaque inspection d'armée devenait un commandement d'armée, et son commandant disposait d'un personnel permanent suffisamment nombreux pour remplir cette tâche. L'armée d'avant-guerre comprenait huit inspections d'armée, qui sont énumérées ci-dessous avec les corps d'armée qui leur étaient subordonnés et l'emplacement de leurs états-majors :
| Inspection | lieu       | corps                                   |
| ---------- | ---------- | --------------------------------------- |
| 1          | Gdansk     | I, XVII, XX                             |
| 2          | Berlin     | Garde, XII, XIX                         |
| 3          | Hanovre    | VII, IX, X                              |
| 4          | Munich     | III, I, II, III. Corps d'armée bavarois |
| 5          | Karlsruhe  | VIII, XIV, XV                           |
| 6          | Stuttgart  | IV, XI, XIII                            |
| 7          | Sarrebruck | XVI, XVIII, XXI                         |
| 8          | Berlin     | II, V, VI                               |

## État-major general
Le Grand état-major général (Großer Generalstab), créé en 1871, était chargé de l'examen permanent, de la préparation et du contrôle de la mobilisation et des opérations militaires. Au début de la guerre, il devient l'état-major général de l'armée de campagne (Generalstab des Feldheeres bei der Obersten Heeresleitung) sous le commandement suprême de l'armée. À cette époque, il y a 113 officiers d'état-major général dans les différents départements. L'état-major général est divisé en trois groupes différents. Les départements de commandement de l'état-major général (département central, département des opérations, département des renseignements depuis mai 1917, département des armées étrangères, département IIIb, département politique et, depuis février 1916, département politique militaire), le quartier-maître général et les départements qui lui sont subordonnés, les autorités suprêmes en matière d'armement et les chefs des départements techniques ainsi que les antennes de l'OHL. En raison de l'extension des domaines de compétence de la guerre industrialisée, de nombreux chevauchements avec le ministère de la Guerre ainsi qu'avec d'autres organismes militaires et autorités du Reich ont lieu au sein des départements et des divisions.

### Armée de campagne
Lors de la mobilisation, chacune des huit inspections de l'armée a été transformée en armée de campagne. Chaque armée est divisée en un maximum de six corps d'armée. Les corps contrôlés par les inspections en temps de paix ne sont pas nécessairement ceux placés sous leur commandement lors de la mobilisation. Les armées formées à l'origine le 2 août 1914 étaient les suivantes : 
- 1ère armée (Generaloberst Alexander von Kluck)
- 2ème armée  (Generaloberst Karl von Bülow)
- 3ème armée  (Generaloberst Max Freiherr von Hausen)
- 4e armée  (Generaloberst Albrecht Herzog von Württemberg)

- 5e armée (Generalleutnant Kronprinz Wilhelm von Preußen)
- 6e armée  (Generaloberst Kronprinz Rupprecht von Bayern)
- 7e armée  (Generaloberst Josias von Heeringen)
- 8e armée  (Generaloberst Maximilian von Prittwitz und Gaffron)

Une armée était généralement commandée par un Generaloberst (général-colonel). L'état-major d'une armée était normalement divisé en quatre sections :
- Section I – État-major général (Generalstab) – Composé d'officiers d'état-major. Cette section était subdivisée en sous-sections :
  - I(a) – Opérations, ordres, ordre de bataille, tactique, formation, sécurité
  - I(b) – Territoires, mouvements, gestion du trafic, contrôle des routes, récupération
  - I(c) – Renseignements, service aérien, signaux
  - I(d) – Approvisionnement en munitions (artillerie et infanterie)
- Section II – Adjudance (Adjutantur) – Composée d’un officier d’état-major général et de plusieurs officiers adjoints. Elle était divisée en :
  - II(a) – Personnel, promotions, distinctions et récompenses, permissions, aumôniers, conférences, journaux régimentaires, approvisionnement, transport, vêtements, bottes, matériel capturé
  - II(b) – Organisation, installations, effectifs, retours, cantonnement, remplacement des armes, munitions et chevaux, contre-espionnage et censure, enregistrement des tombes, service ferroviaire
  - II(c) – Administration interne, ordres de routine, restitutions
- Section III – Bureau de la justice militaire sur le terrain (Feldjustizamt), dirigé par le conseiller militaire du tribunal de guerre (Kriegsgerichtsrates) :
  - Fonctions du prévôt général (Generalprobst), discipline, juridiction militaire
- Section IV – Intendance (Intendantur), services sanitaires et vétérinaires, occupée par des fonctionnaires militaires, des officiers sanitaires et vétérinaires :
  - IV(a) – Affaires administratives, ravitaillement, habillement, rémunération, allocations, réquisitions, prix des denrées alimentaires, contributions locales, service postal, relations avec les civils
  - IV(b) – Service sanitaire, mesures de protection contre les gaz
  - IV(c) ou IV(d) – Services vétérinaires

Les sections I(d), II, III et IV étaient directement subordonnées au chef d’état-major logistique (Oberquartiermeister), mais le travail de toutes les sections était coordonné par le chef d’état-major général (Chef des Generalstabs). En plus des états-majors généraux et administratifs, il existait d’autres officiers supplémentaires :
- General der Artillerie beim A.O.K. (général de l’artillerie auprès de l’état-major de l’armée), avec deux officiers d’état-major subordonnés (Stoart), l’un pour l’artillerie de campagne et l’autre pour l’artillerie lourde
- General der Pioniere (général des pionniers)
- Munitionsstab (Mun) – État-major des munitions
- Armee-Nachrichten-Kommandeur (Akonach) – Commandant des transmissions de l’armée
- Kommandeur der Flieger (Kofl) – Commandant des aviateurs
- Kommandeur der Luftschiffer (Koluft) – Commandant des dirigeables
- Kommandeur der Flugabwehr (Koflak) – Commandant de la défense antiaérienne
- Kommandeur der Eisenbahnpioniere (Kodeis) – Commandant des pionniers des chemins de fer
- Stabsoffizier der Maschinengewehrtruppen (Stomag) – Officier d’état-major des troupes de mitrailleuses
- Stabsoffizier der Gastruppen (Stogas) – Officier d’état-major des troupes de gaz
- Stabsoffizier für Vermessung (Stoverm) – Officier d’état-major pour la topographie
- Kommandeur der Kraftfahrtruppen (Kdeur. d. Krftr ou Akokraft) – Commandant des troupes motorisées
- Kommandeur der Munitionskolonnen und Trains (Kdeur. d. Mun. Kol. u. Tr. ou Komit) – Commandant des colonnes de munitions et convois
- Stabsoffizier des Trains (Stotrain) – Officier d’état-major des convois
- Nachrichten-Offizier (Nachrichtendienst) – Officier des renseignements
- Arbeitskommandantur (A.V.B.) – Commandement des travaux
- Sicherungsoffizier – Officier de sécurité
- Sammeloffizier – Officier de rassemblement
- Armee-Postinspektor – Inspecteur de la poste de l’armée
- Geheime Feldpolizei – Police secrète sur le terrain
- Erziehungsoffizier – Officier d’éducation
- Kommandant des Hauptquartiers (Kdt. d. H. Qu.) – Commandant du quartier général

### Corps d'armée
Au début de la guerre, chaque district de corps d'armée disposait de suffisamment d'unités sous son commandement pour mobiliser un corps d'armée complet pour l'armée de campagne. En règle générale, chaque corps d'armée du temps de paix était responsable de la supervision de deux divisions d'infanterie, d'un bataillon de Jäger, d'un bataillon de pionniers, d'un bataillon du train et d'un régiment d'artillerie à pied. Cependant, la répartition de ces unités de soutien n'est pas uniforme dans l'ensemble de l'armée. Par exemple, seuls 18 bataillons de Jäger ont été attribués aux 25 districts de corps d'armée, contre 35 bataillons de Pionniers. Les détachements de mitrailleuses et les unités du service des transmissions sont également répartis de manière inégale. Le commandement et l'autorité administrative d'un corps d'armée, également appelé commandement général, se composent d'environ 50 officiers et autres fonctionnaires.
L'effectif total d'un corps d'armée est d'environ 44 000 hommes et officiers. L'organisation de l'état-major d'un corps d'armée est similaire à celle de l'état-major d'une armée et se divise en autant de divisions : I, II, III et IV. La composition complète d'un quartier général de corps d'armée et le nombre d'officiers et de fonctionnaires étaient les suivants :
- Kommandierender General
- Generalstab: Chef, Ia, Id, Ie, Id, Qu.
- Adjutantur:IIa, IIb
- Ordonnanz-Offiziere:OI, OT, OIII, OIV, OV
- Abt. Artillerie
- Abt. Munition
- Korpsmessplan:11d
- Abt. Pioniere
- Korps-Hauptquartier
- Registratur
- Feldgendarmerie
- Feldkorpsintendantur
- Feldkriegskasse
- Korpsproviantamt
- A.D.M.S. Korpsarzt:IVb
- A.D.V.S. Korpsveterinär:IVc
- Feldjustiz:III
- Feldpostamt
- Gruppenführer der Flieger
- Gruppenbildstelle
- Gruppen-Nachrichten-Kdeur
- Gruppen-Fernsprech- Abt.
- Gruppen-Funker-Abt.
- Gruppen-Kartenstelle

### Division
La division constituait l'entité militaire la plus importante de l'armée allemande en temps de guerre qui n'était pas une formation transitoire. Chaque division recevait une organisation spécifique, et malgré les nombreux changements organisationnels survenus au fil du temps, en 1918, les divisions comprenaient principalement les unités qu'elles avaient lors de leur mobilisation ou de leur création initiale. En 1914, il y avait 50 divisions d'infanterie, 2 divisions de la garde, 42 divisions d'infanterie et 6 divisions bavaroises. Chaque division comprenait généralement 4 brigades : 2 brigades d'infanterie, 1 brigade de cavalerie et 1 brigade d'artillerie de campagne. En outre, chaque division contenait 1 à 2 compagnies du génie et compagnies médicales. L'effectif cible d'une division d'infanterie était de 17 500 officiers et soldats, 4 000 chevaux, 72 pièces d'artillerie et 24 mitrailleuses. Une division de cavalerie comprenait 3 brigades, 1 section d'artillerie montée (3 batteries avec 4 canons chacune), une batterie de mitrailleuses montée, une section du génie, 3 bataillons d'infanterie (chacun avec une compagnie de mitrailleuses), une section radio et une colonne de transport motorisée. L’effectif total était de 5 200 officiers et soldats, 5 600 chevaux, 12 canons et 12 à 30 mitrailleuses.
Les deux premières années de la guerre ont vu des changements considérables dans la structure divisionnaire de l'armée allemande. La 3e division de la Garde  a été formée par la réorganisation des régiments et brigades existants de la Garde et l'expansion du bataillon d'entraînement. 32 divisions de réserve d'infanterie ont été activées, et chaque brigade d'artillerie de campagne comptait désormais 9 batteries au lieu de 12. Le début de la guerre de tranchées a conduit à l'introduction, au début de 1915, de divisions d'infanterie à trois brigades. En mars et avril 1915, 19 nouvelles divisions ont été formées en convertissant les divisions existantes à ce nouveau modèle. Cette structure est devenue la norme pour toute l'armée allemande.
À la mi-1916, des brigades indépendantes ont été formées à partir de régiments nouvellement recrutés, chacune composée de trois régiments. Une réorganisation des troupes de mitrailleuses et de lance-mines a conduit à l’intégration de ces compagnies dans la structure divisionnaire. Dans la deuxième moitié de 1916, le nombre de divisions a encore augmenté, principalement en réduisant le nombre de brigades dans les divisions régulières et de réserve de quatre à trois, et en combinant des unités sans formation propre, comme les bataillons de Jägers. Pour fournir l'artillerie nécessaire à ces nouvelles formations, le nombre de canons par batterie a été réduit de six à quatre, ce qui a libéré suffisamment de canons et de canonniers pour créer les régiments d'artillerie de campagne nécessaires. À la fin de 1916, 203 divisions d'infanterie étaient déployées sur le terrain.
En 1917, les troupes de soutien des divisions ont été réorganisées : les éléments du génie ont été subordonnés à l'état-major du bataillon, et deux compagnies du génie, une compagnie de lance-mines et une section de projecteurs ont été ajoutées. Les troupes médicales ont été renforcées par deux hôpitaux de campagne, mais le nombre de compagnies de transport a été réduit à une. Chaque division a reçu des sections téléphoniques, des hôpitaux vétérinaires et des colonnes de transport motorisées. Les troupes des divisions pouvaient être déployées en tant que sections radio, artillerie lourde et unités de travail si nécessaire sur le front de la division. En 1917, 13 nouvelles divisions ont été formées en Allemagne. Ces divisions ont été constituées en vue d’une conscription prévue pour 1918, en intégrant des blessés et de petits cadres de soldats expérimentés des unités de première ligne à ces nouvelles recrues. En 1918, deux nouvelles divisions ont été organisées au cours du premier semestre, et dans les derniers mois de la guerre, 27 divisions supplémentaires ont été activées pour remplacer les unités presque entièrement détruites durant les batailles de l'été. Lors de l’armistice en novembre 1918, il y avait 212 divisions.

### Régiment, bataillon, compagnie et peloton
En 1914, chaque régiment dispose d'un état-major, de trois bataillons numérotés I, II et III ainsi que d'une compagnie de mitrailleuses. Les bataillons se composent chacun de quatre compagnies, qui sont numérotées consécutivement dans le régiment : 1-4, 5-8 et 9-12 dans les bataillons I, II et III. La compagnie de mitrailleuses porte le numéro 13. Le régiment est commandé par un colonel, assisté d'un lieutenant-colonel comme adjoint. L'état-major du régiment se compose de 53 hommes et de 16 chevaux. Les bataillons sont commandés par un major, auquel sont subordonnés quatre capitaines, 18 lieutenants, un médecin militaire et son assistant, un payeur et 1 054 autres gradés.
Chaque bataillon comptait 30 soldats de peloton, responsables de 58 chevaux, quatre chariots de munitions, quatre cuisines de campagne, dix chariots de bât - cinq grands et cinq petits - et une ambulance. Chaque compagnie comprenait cinq officiers, 259 autres soldats, 10 chevaux et quatre véhicules, répartis en trois pelotons. Chaque section était composée de quatre caporaux, divisés en deux groupes de huit hommes chacun sous le commandement d'un soldat. La compagnie de mitrailleuses comptait 99 hommes, six mitrailleuses, 87 chevaux et 15 wagons. Chaque mitrailleuse est transportée sur un wagon spécial à quatre chevaux, et trois wagons sont utilisés pour transporter les munitions ; la compagnie est également équipée d'une mitrailleuse de réserve. Il existe des régiments réguliers, de réserve, de Landwehr et d'Erstatz, tous organisés d'une manière ou d'une autre.

### Forces aériennes
Avant la guerre, les forces aériennes (Luftstreitkräfte) étaient supervisées par les inspecteurs des troupes de dirigeables et des troupes volantes, tous deux directement subordonnés à l'inspecteur de l'aviation militaire et des transports mécaniques. Avant la mobilisation, les troupes de dirigeables se composaient de six bataillons : cinq prussiens, qui comprenaient les compagnies de Saxe et du Wurtemberg, et un bataillon bavarois. Ce dernier bataillon regroupait toutes les unités bavaroises de transport aérien et motorisé sous un seul commandement. Les bataillons de dirigeables contrôlent non seulement les dirigeables eux-mêmes, mais aussi les ballons. Avant 1912, l'aviation militaire était concentrée à l'école de Döberitz, le Lehr- und Versuchsanstalt für das Militär-Flugwesen (Institut d'enseignement et d'essai de l'aviation militaire), où la plupart des officiers étaient formés. Cependant, de nombreux pilotes sont formés dans les écoles de l'industrie aéronautique, notamment à l'aérodrome Albatros de Johannisthal et à l'école de Gotha, qui sont tous deux utilisés à cette fin.
Lors de la mobilisation, les unités régulières sont divisées en détachements de dirigeables (Luftschiff-Trupps), en détachements de dirigeables de campagne (Feldluftschiffer-Abteilungen) et en détachements d'aviation (Flieger-Abteilungen). Le 3 mars 1917, le contrôle de tous les dirigeables est transféré à la marine et les unités de dirigeables de l'armée sont converties en détachements de ballons. Le nombre de détachements de ballons formés en août 1914 est passé à 54 en 1917. Le rôle des troupes de dirigeables était la reconnaissance et l'observation. Au début de la guerre, il y avait 254 pilotes entraînés et 271 observateurs, qui étaient affectés à 55 détachements d'aviation de forteresse (Festungs-Fliegerabteilungen) et détachements d'aviation de campagne (Feldflieger-Abteilungen).
Chaque détachement comprenait 14 officiers - sept pilotes, six observateurs et un officier d'administration - 116 sous-officiers et hommes de troupe ; cinq véhicules motorisés, dont un bus ; six transporteurs d'avions ; des wagons-ateliers, des wagons d'équipement et de munitions ; et six avions (les détachements d'aviation de forteresse ne disposaient que de quatre avions). Ils sont affectés aux armées en fonction des besoins, et chaque armée établit un parc d'avions pour approvisionner les unités opérationnelles en avions de remplacement, en matériel, en carburant et en munitions.
Au fur et à mesure que la guerre progresse, la force, la complexité et l'importance de l'armée de l'air augmentent. En 1915, les détachements d'aviation de forteresse sont transformés en détachements d'aviation de campagne, et plusieurs détachements d'aviation d'artillerie sont formés pour travailler en coopération avec les unités d'artillerie.Cette année-là voit également la création des premières unités de bombardiers, les Kampfgeschwader du Commandement suprême de l'armée (OHL), et en 1916, d'autres unités de bombardiers, les Riesenflugzeug-Abteilungen, sont créées. À la fin de l'année 1916, l'importance de l'armée de l'air est telle qu'elle est entièrement réorganisée.
Le 25 novembre 1916, l'armée de l'air est officiellement créée. Les forces aériennes) font toujours partie de l'armée et ont la priorité sur le génie et le service des transmissions. Toutes les unités volantes, y compris les dirigeables, les ballons, les avions et l'artillerie antiaérienne, sont placées sous le commandement du commandant de l'armée de l'air. Peu après, les premières escadrilles de chasse (Jagdstaffeln) ont été créées et, au fil du temps, la tendance a été d'organiser les unités existantes et nouvellement créées en formations de combat plus importantes pour les batailles aériennes de plus en plus régulières sur le front occidental. En 1917, des escadrons de bombardiers sont également formés, principalement par la restructuration des anciens Kampfgeschwader de l'OHL.
Les équipages des avions étaient recrutés parmi les officiers et les sous-officiers. Au cours des premières années de la guerre, il était courant que les officiers soient engagés comme observateurs et les sous-officiers comme pilotes. Les commandants arguaient que seuls les officiers étaient en mesure d'évaluer correctement les mouvements des troupes ennemies et qu'ils devaient également évaluer les photographies prises. Cette pratique donnait toutefois l'impression que les officiers étaient « conduits » par des sous-officiers. Les officiers des forces aériennes pouvaient soit rejoindre directement les troupes d'aviation, soit être transférés d'autres armes. La première école de formation pour les officiers pilotes a été ouverte en 1910 à Döberitz, mais elle a rapidement atteint ses limites de capacité. Des constructeurs d'avions comme Albatros et Gotha ont alors ouvert leurs propres écoles, et des écoles de pilotage de l'armée supplémentaires ont été créées à Strasbourg et à Metz.
A partir de 1915, une école a été rattachée à chaque division de remplacement (Flieger-Ersatz-Abteilung), 14 écoles prussiennes et deux écoles bavaroises ayant été créées. Les sections de remplacement étaient divisées en cinq compagnies : la compagnie de recrues pour l'instruction de base, l'école de réserve pour les soldats ayant une expérience préalable, la compagnie d'aviation ou les écoles de constructeurs pour l'instruction au vol, la compagnie de chantier naval pour les mécaniciens et une autre compagnie pour les tâches générales. Les avions des unités de formation étaient souvent obsolètes, car les modèles les plus récents partaient au front. La formation des pilotes comportait trois niveaux d'examen, dont le vol de figures, les vols interurbains et les vols au-dessus du front. A partir de 1916, les exigences ont été renforcées et des cours spécialisés ont été organisés pour différents types d'avions. Une fois la formation terminée, les pilotes attendaient dans des parcs aériens de l'armée pour être affectés à des formations de front, ce qui pouvait durer de deux semaines à trois mois, selon les besoins.
De nombreux pilotes ont commencé dans des unités biplaces avant de passer, à leur demande, dans des formations monoplaces. Seuls les meilleurs candidats étaient sélectionnés pour la formation sur monoplace, qui était dispensée dans des écoles Jasta par des pilotes expérimentés. A partir de mars 1917, cette formation était obligatoire pour tous les pilotes de Jasta, mais elle a rapidement été limitée en raison du « programme américain » et de la pénurie de pilotes, ce qui a entraîné une formation de moins bonne qualité et des taux de perte plus élevés. Une formation spécifique pour les pilotes de bombardiers n'a commencé qu'en 1916 avec une école pour les types R à Döberitz, qui a ensuite été transférée à Cologne. Les observateurs ont d'abord été recrutés dans les rangs des pilotes, mais ont ensuite été formés séparément. Leur formation comprenait une formation de base de six semaines, suivie de cours spécialisés pour les unités de bombardiers ou d'artillerie, par exemple à Francfort-sur-l'Oder ou à Jüterbog. Les mécaniciens étaient formés soit par des travaux pratiques, soit dans les compagnies de chantier naval. Des formations spécialisées pour les mécaniciens de moteurs avaient lieu chez des constructeurs tels que Maybach, Benz ou Bosch, mais les connaissances étaient souvent limitées à un type de moteur particulier.

### Artillerie
En temps de paix, l'artillerie à pied comprend 25 régiments avec 2 bataillons de 4 batteries chacun, plus 1 bataillon formé en 1914, soit un total de 51 bataillons. Vingt-cinq bataillons en 4 batteries de 4 forment l'artillerie lourde de campagne des corps d'armée actifs. Huit ou neuf bataillons de mortiers de 21 cm deviennent, à la suite de la réorganisation, 16 à 18 bataillons avec 2 batteries de 4 chacun. Certains de ces bataillons avaient été regroupés en régiments. Les bataillons de mortiers étaient presque tous subordonnés au corps d'armée. L'artillerie lourde de siège et l'artillerie de garnison se composaient de treize ou quatorze bataillons avec quatre batteries de quatre canons chacune.
L'artillerie côtière se composait de quatre bataillons avec quatre batteries de quatre canons chacune. Divers éléments créés au cours de la guerre, dotés de canons de garnison, côtiers ou navals, forment une artillerie lourde et performante. En règle générale, chaque régiment d'active dispose d'un régiment de réserve de 2 bataillons à 4 batteries de 4 canons. Ce nombre est progressivement porté à 9 à 14 batteries pour un certain nombre de régiments. Certains de ces bataillons forment l'artillerie lourde du corps de réserve, les autres sont affectés à l'artillerie de garnison et à l'artillerie côtière.

## Recrutement et formation
L'effectif de l'armée de terre avant le début de la guerre était d'environ 840.000 hommes, et était passé à près de 6.000.000 d'hommes à la fin de l'année 1917, sans compter les recrues qui étaient alors en formation. Afin de maintenir un afflux permanent et ordonné de conscrits, l'Empire allemand était divisé en 22 districts de réserve (correspondant aux districts de corps d'armée), ceux-ci se subdivisaient en 4 à 6 districts de brigade d'infanterie, eux-mêmes divisés en districts de landwehr et districts de recrutement. Ces dernières correspondaient pour la plupart aux districts (Bezirke, Bezirksamt, Oberamtsbezirke, et Amtshauptmannschaften) ; la plupart du temps, un district de Landwehr comprenait plusieurs districts de recrutement, le district de Landwehr ne coïncidant avec le district de recrutement que dans les Etats fédéraux les plus peuplés.
A partir de 1893, tout Allemand était soumis à l'obligation de servir dans une période de 27 ans, de 17 à 45 ans révolus. La conscription se faisait avec la participation d'officiers sanitaires. Ceux-ci ne décidaient cependant pas de l'aptitude, mais servaient d'experts aux commissions correspondantes (commission de remplacement ou commission de remplacement supérieur). La décision sur l'aptitude incombait uniquement aux présidents des commissions qui, dans la plupart des cas, se ralliaient au jugement du médecin examinateur, mais n'étaient pas liés par celui-ci.
Pendant les premiers mois du service militaire, l'accent est mis sur l'éducation à la discipline militaire et l'entraînement physique - l'armée allemande ne veut pas commencer l'entraînement de base tant que les recrues ne sont pas bien préparées. Pendant cette période, certaines recrues sont renvoyées chez elles pour travailler aux récoltes d'été, tandis que d'autres restent dans le régiment pour participer à divers travaux. L'instruction de base commence en octobre, lorsque les nouvelles recrues sont affectées à une unité de remplacement (bataillon, division, escadron ou compagnie). Pendant les cinq premiers mois, la formation de base se concentre sur l'exercice, l'entraînement physique, l'entraînement au maniement des armes et l'exercice de l'escouade et de la compagnie, afin que des bataillons complets puissent prendre part à l'entraînement au combat au printemps. Dès que les bataillons ont démontré leurs capacités, des exercices de terrain sont organisés au niveau du régiment, puis de la division. À la fin de l'été, des manœuvres de grande envergure ont été programmées, la plus importante étant l'exercice annuel Kaisermanöver. Cet exercice annuel est le point culminant de l'année militaire et coïncide avec la démobilisation des soldats déclassés et l'incorporation des nouvelles recrues.
Un tel programme de formation garantissait qu'à tout moment, au moins la moitié de l'infanterie et environ deux tiers de l'artillerie et de la cavalerie étaient entièrement formés. En cas de mobilisation avant que les nouvelles recrues aient terminé leur formation, les lacunes dans les rangs de l'armée régulière pouvaient être comblées par les derniers réservistes libérés. L'avantage accidentel de ce système pour l'armée allemande était qu'au début de la guerre en août 1914, elle était entièrement formée et pouvait participer à ses manœuvres annuelles. Après deux ans de service dans l'infanterie, la plupart des soldats quittaient l'armée permanente et étaient transférés dans la réserve, où ils étaient seulement tenus de participer à l'exercice annuel de campagne d'été pendant deux semaines. A la fin de leur formation, les conscrits recevaient des souvenirs de leur service, comme des chopes de bière gravées et d'autres objets personnels. De retour à la maison, ces objets ont ainsi contribué à promouvoir l'idée chez d'autres jeunes hommes que le service militaire était un rite initiatique. Les soldats qui démontraient leur potentiel de commandement pouvaient avoir la possibilité d'embrasser une carrière d'officier de réserve ou de rester en service actif en tant que soldats professionnels (capitulants).

### Officiers

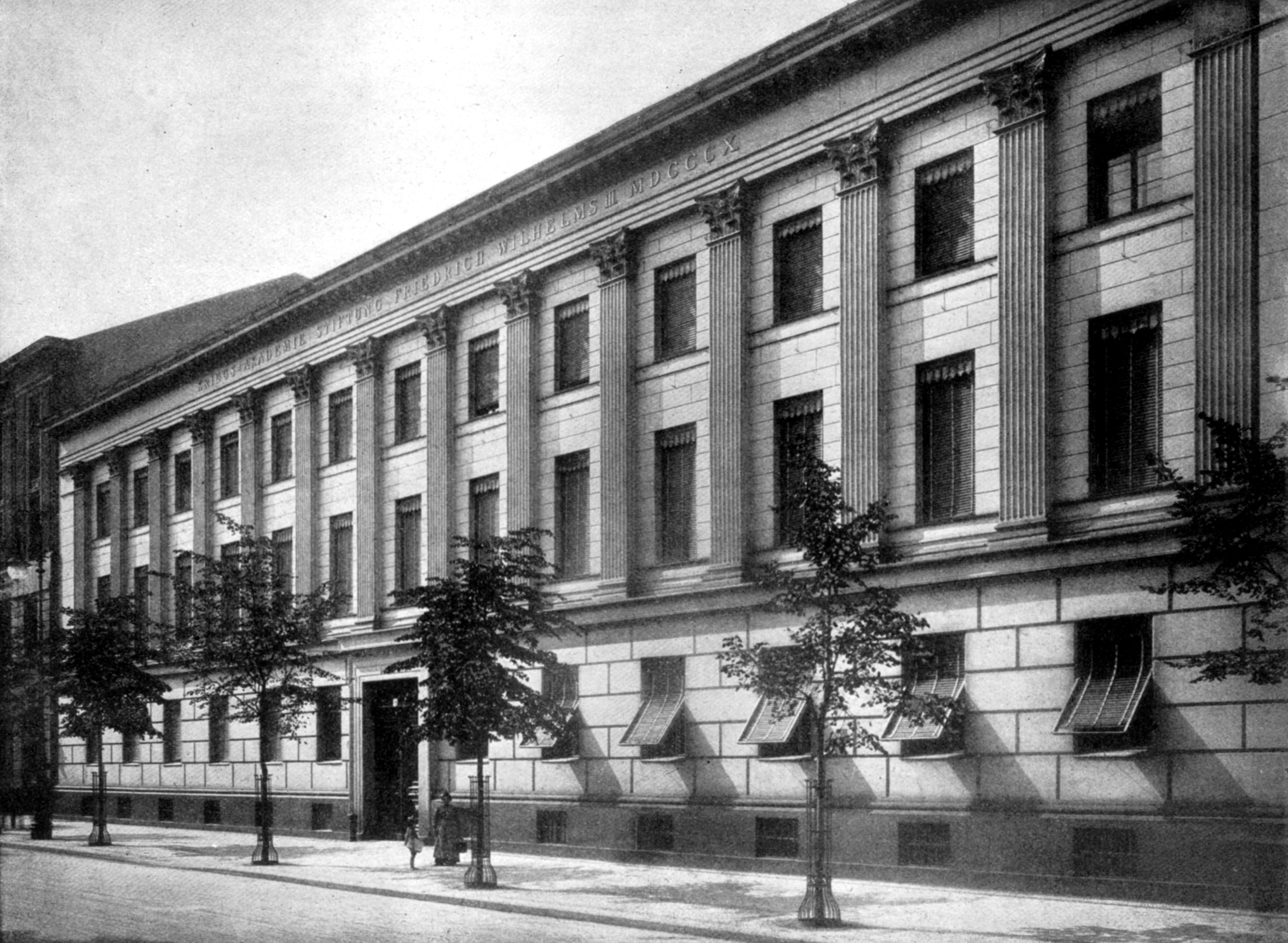
Berlin - Académie de guerre prussienne, Unter den Linden 74, après son déménagement de la Burstrasse. Le bâtiment, construit par Karl Friedrich Schinkel, abritait jusqu'en 1876 l'école d'artillerie et d'ingénierie Vereinigte Artillerie- und Ingenieurschule, qui fut ensuite transférée dans la Burstrasse.

Le recrutement et la formation des officiers de l'armée allemande étaient un processus strictement structuré et élitiste, étroitement lié à la hiérarchie sociale et aux structures politiques de l'empire. L'armée, influencée par la Prusse, était considérée comme l'une des institutions centrales de l'empire et exigeait beaucoup de ses officiers. La carrière d'officier était étroitement liée à l'élite sociale. Elle était principalement ouverte aux hommes issus de la noblesse et de la haute bourgeoisie. En particulier en Prusse, qui joue un rôle prépondérant dans l'armée allemande, le corps des officiers est un bastion de la noblesse. Entre 60 et 70 % des officiers de l'armée prussienne étaient issus de familles nobles.
Environ un tiers des officiers provenaient du corps des cadets, qui quittaient l'« Oberskunda » à l'âge de 17 ans et passaient l'examen de « Fähnrich » après sept mois de service afin d'être admis à la « Kriegsschule ». Environ deux tiers des officiers étaient issus des rangs des Fahnenjunker. Pour être admis dans un régiment sous ce statut, il fallait remplir certaines conditions d'âge (17 à 21 ans), d'aptitude physique, d'éducation, de revenus et d'aptitude générale. Sur présentation des certificats attestant que ces conditions sont remplies, le chef de corps annonce l'acceptation du candidat comme Fahnenjunker au premier poste disponible après qu'il ait servi 6 ou 8 mois comme simple soldat ou enseigne dans la troupe. Certains officiers de réserve, spécialement autorisés par l'empereur et possédant certaines qualifications, sont autorisés à passer l'examen d'officier après une période de formation plus longue dans un régiment, mais sans passer par une école de guerre, et reçoivent leur commission après un vote positif des officiers de leur régiment.
Dans de très rares cas, des sous-officiers qui se sont distingués au combat peuvent être nommés officiers sans examen, à condition qu'ils aient déjà atteint le grade de Feldwebel ou de Vizefeldwebels. À la fin du cours de l'école de guerre, les élèves-officiers et les officiers subalternes passent l'examen d'officier. S'ils le réussissent, ils rejoignent leur régiment et attendent que le poste de premier lieutenant se libère. La formation professionnelle et technique des jeunes officiers se poursuit alors dans des écoles d'armes spéciales, Spandau (infanterie), Hanovre (cavalerie), Jüterborg (artillerie). Un certain nombre d'officiers triés sur le volet sont ensuite envoyés à l'académie de guerre (Kriegsakademie) et, comme en temps de paix, l'armée s'efforce de préserver le caractère de caste de son corps d'officiers lors des nominations en campagne en n'acceptant que des personnes de la même classe sociale. Les officiers d'active sont donc recrutés parmi les élèves officiers et les soldats volontaires des classes sociales supérieures, qui ont été fournis en grand nombre par les cohortes de 1914, 1915 et 1916 depuis le début de la guerre.
Afin de combler les nombreuses lacunes dans les rangs des officiers d'active, d'autres groupes de personnes ont dû être recrutés. Toutefois, comme ils ne devaient pas être conservés comme officiers après une guerre, les personnes issues des classes sociales dans lesquelles les officiers de réserve devaient être recrutés en temps de paix ont été nommées officiers de réserve. Finalement, on a eu recours à la nomination de sergents-lieutenants et d'officiers adjoints, choisis dans la mesure du possible parmi les hommes qui ne feraient plus partie de l'armée d'active après la guerre. Ainsi, les sous-officiers d'active ne peuvent pas être nommés sergents-lieutenants (grade décerné par l'empereur), mais seulement sous-officiers (nomination qui peut être révoquée par le commandant du régiment si le besoin n'existe plus).
Les officiers de réserve et de la Landwehr sont sélectionnés soit parmi les anciens officiers d'active sans emploi, soit parmi les volontaires ayant un an de service. Ces derniers sont appelés « candidats officiers » après avoir passé un examen théorique et pratique pendant leur année de service. Au cours des deux années suivantes, ils doivent suivre deux stages de formation de huit semaines chacun, à l'issue desquels ils sont recommandés par le chef de corps pour une nomination en tant qu'officier de réserve et peuvent être commissionnés à la suite d'un vote du corps des officiers de réserve du district. Les autres sous-officiers et hommes de troupe de la réserve et de la Landwehr sont recrutés parmi ceux qui se sont distingués au combat, à condition qu'ils soient déjà sergents, sergents adjoints, gendarmes ou gendarmes adjoints. Toutes ces nominations ne peuvent se faire qu'après un vote du corps d'officiers concerné et après des enquêtes très sérieuses sur le moral du candidat et de sa famille.
Le recrutement des sous-officiers se faisait par le biais des écoles de sous-officiers, dans lesquelles on pouvait entrer à 17 ans. Après deux ans d'études, le diplômé était envoyé à la troupe avec le grade de sous-officier (elles étaient des écoles préparatoires aux écoles de sous-officiers). Les soldats qui se réengageaient pendant leur service à la troupe pouvaient également être nommés sous-officiers en se réengageant. Un certain nombre d'écoles de sous-officiers subsistaient, surtout à l'arrière du front, où des stages de formation de sous-officiers avaient été créés, généralement un pour une division ou un corps d'armée.

## Uniforme

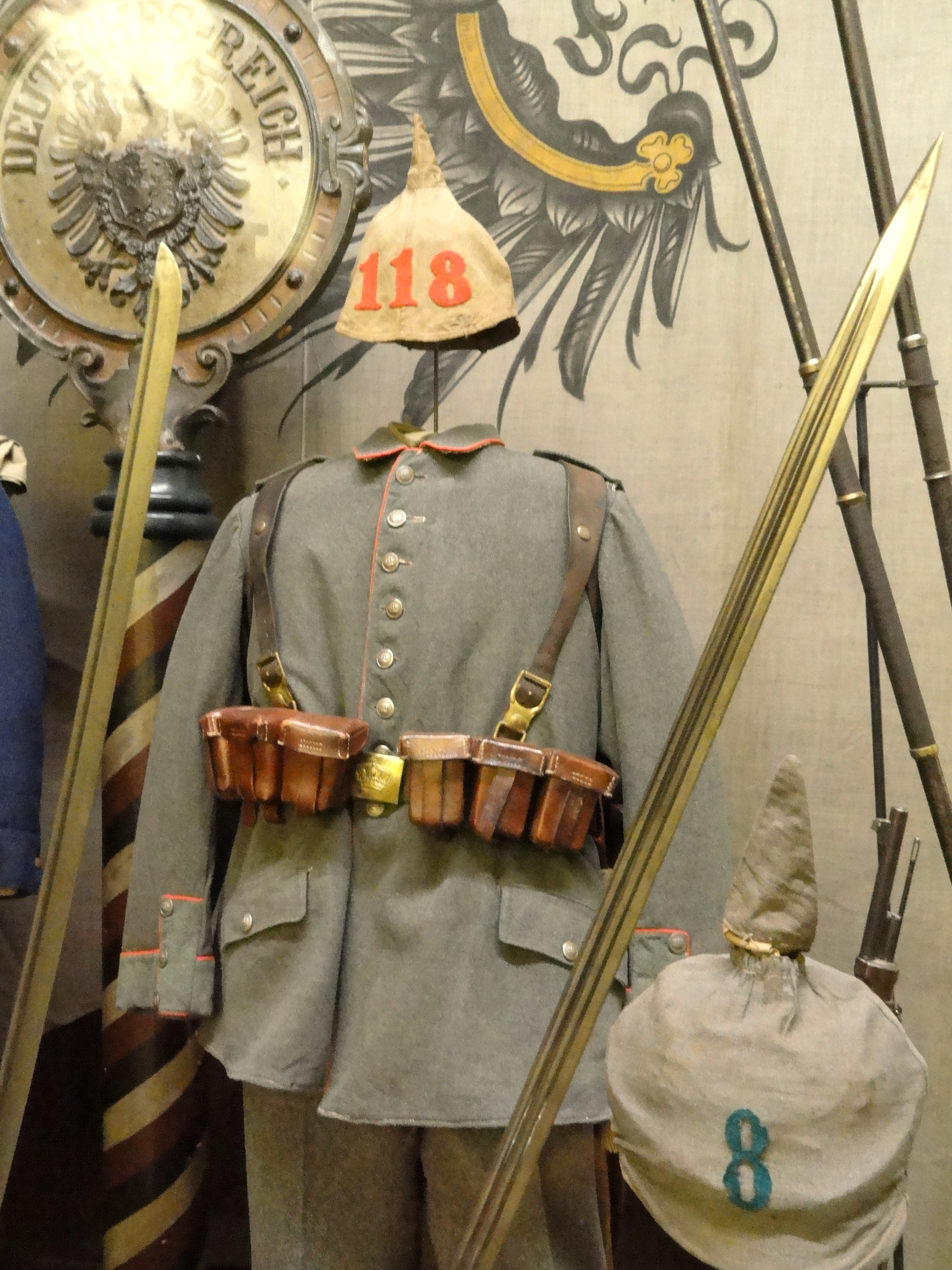
Uniforme de campagne gris de 1910 du 118e régiment d'infanterie

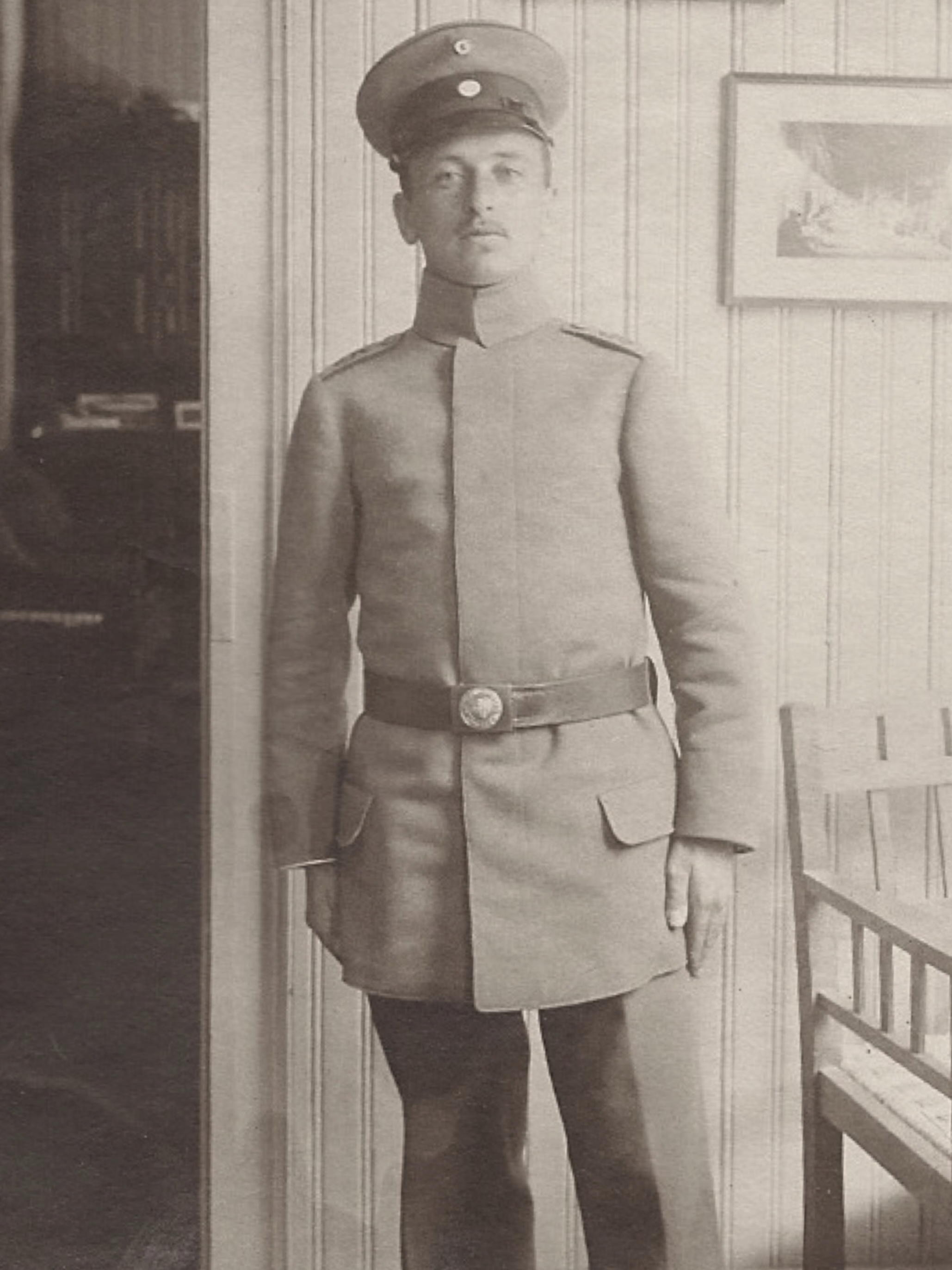
uniforme de campagne introduit en 1915. La différence la plus évidente est la patte de boutonnage cachée.

A partir de 1914, toute l'armée régulière portait l'uniforme de campagne de 1910. Il avait également été fabriqué en quantité suffisante pour habiller la majeure partie de la réserve et de la Landwehr, bien qu'il y ait eu des cas où certaines de ces dernières formations portaient des uniformes bleus ou un mélange de bleu et de gris de campagne lors de la mobilisation. Les unités du Landsturm ne portaient pas d'uniforme feldgrau en 1914, mais au début de 1915, la plupart de ces troupes avaient été rhabillées. Ce premier uniforme de campagne de l'armée allemande était fabriqué en deux couleurs : le gris-vert, porté par les bataillons de chasseurs, les sections de mitrailleuses et les chasseurs à cheval, et le gris campagne pour le reste de l'armée. L'image largement répandue d'une armée allemande uniforme, vêtue en permanence du même uniforme au début de la guerre, est cependant fausse, d'une part en raison des nombreuses variations étatiques et d'autre part parce que de nombreuses armes avaient repris les différences de leur arme respective.
Le vêtement de base était une tunique ample avec huit boutons sur le devant et des poches sur les tabliers. Les tuniques distribuées portaient les lettres « B.A. », des chiffres romains et des signes d'unité. Des passepoils écarlates étaient utilisés pour l'infanterie et les mitrailleurs, verts pour les chasseurs et noirs pour les tireurs, l'artillerie et les pionniers portaient des passepoils rouges et les troupes sanitaires des passepoils bleu foncé. Des insignes d'unité étaient également présents. Les uniformes des officiers étaient des modèles spéciaux, avec des insignes de grade et de régiment sur l'épaule. Les officiers d'état-major général portaient une tunique spéciale avec des manchettes et des rabats rouges. À la suite de la guerre, certains officiers plus âgés portaient des uniformes obsolètes. Les cuirassiers, les dragons et les chasseurs à cheval portaient ceux qui ressemblaient à la tunique, avec des cols montants et des passepoils aux couleurs du régiment. Les unités de hussards portaient une Attila feldgrau, les unités de hussards une Ulanka feldgrau, et les aumôniers portaient une longue redingote. Ils portaient également des passepoils tressés de couleur feldgrau.
Les boutons des unités bavaroises étaient frappés d'un lion et portaient généralement la couronne nationale de l'unité concernée. La plupart des régiments ont commencé la guerre avec des boutons en tombac, un alliage de zinc et de cuivre recouvert d'une couche de laiton rougeâtre. Certaines unités, notamment de la garde, portaient des boutons en nickel. Cette distinction a toutefois été érodée par la fabrication de boutons gris mat laqués et par l'introduction du métal de guerre. Les quatre principaux modèles de manchettes de la tunique étaient le modèle brandebourgeois, le modèle suédois, le modèle saxon et le modèle français. La manchette brandebourgeoise avait une patte verticale allongée avec trois boutons, tandis que la manchette saxonne avait deux boutons, dont l'un était placé en dessous et l'autre au-dessus du passepoil. La manchette suédoise avait deux boutons disposés horizontalement sous le passepoil.
Les pattes de col et de poignet, petites moulures en tissu, étaient traditionnellement associées à la garde et aux autres régiments supérieurs de l'armée. Elles étaient portées sur le col et s'étendaient jusqu'à un point situé à la hauteur du bouton de l'épaulette. Les trois principaux motifs étaient le double, le simple et l'ancien prussien. Les galons étaient généralement blancs avec une ligne centrale rouge, sauf pour le régiment de fusiliers n° 80, les bataillons de la Garde et du 14e chasseur ainsi que les fusiliers de la Garde. Les désignations des unités et des corps d'armée pouvaient être déterminées par l'épaulette boutonnée vers le bas de la tunique de 1910. L'épaulette d'un régiment était un symbole de grade sur lequel était cousu en rouge le numéro ou le monogramme du régiment. Ainsi, l'épaulette de la tunique du régiment de grenadiers wurtembergeois Königin Olga portait une couronne au-dessus du monogramme O. Le régiment de grenadiers de la Garde n° 1 portait un A sous une couronne impériale et un petit chiffre 1. Le régiment de fusiliers n° 34 portait un V stylisé et couronné.
Outre ces monogrammes, il existait une série de lettres et de symboles, généralement de couleur rouge, qui désignaient les armes. Par exemple, l'artillerie portait des grenades, les chasseurs et les tireurs saxons des cors de chasse et les pionniers saxons des pioches et des pelles croisées. Les unités d'aviation portaient des ailes et des propulseurs stylisés. L'épaulette servait également à identifier les hommes d'un an, qui acceptaient de servir pendant un an et de payer leurs propres frais. Les unités du Landsturm avaient des épaulettes qui dépendaient de l'arme : bleue pour l'infanterie, noire pour le génie, écarlate pour l'artillerie de campagne et jaune pour l'artillerie à pied. Les unités étaient identifiées par des chiffres en laiton sur le col, les numéros des corps d'armée étant indiqués en chiffres romains et ceux des bataillons en chiffres arabes. Les pantalons de l'infanterie devaient correspondre aux couleurs des tuniques, avec des passepoils rouges ou verts pour les chasseurs. Pour la cavalerie, des pantalons d'équitation feldgrau étaient prescrits, tandis que les pantalons en velours côtelé étaient appréciés par les chasseurs alpins. Les officiers avaient pour consigne de porter des pantalons similaires à ceux des équipages, peut-être pour éviter que les tireurs d'élite ennemis n'aient la partie trop facile.
En 1915, un nouvel uniforme de campagne a d'abord été introduit dans l'armée prussienne, avant d'être adopté par l'ensemble de l'armée allemande début 1916. La principale nouveauté de cet uniforme était l'introduction de la blouse. Ce vêtement avec des manchettes à revers simples, des tabliers sobres et des boutons cachés sur le devant devait remplacer toutes les tuniques de 1910. Des lisses modifiées en coton tissé gris ou jaune étaient cousues sur le col rabattu, reflétant le style et les couleurs des types plus anciens.

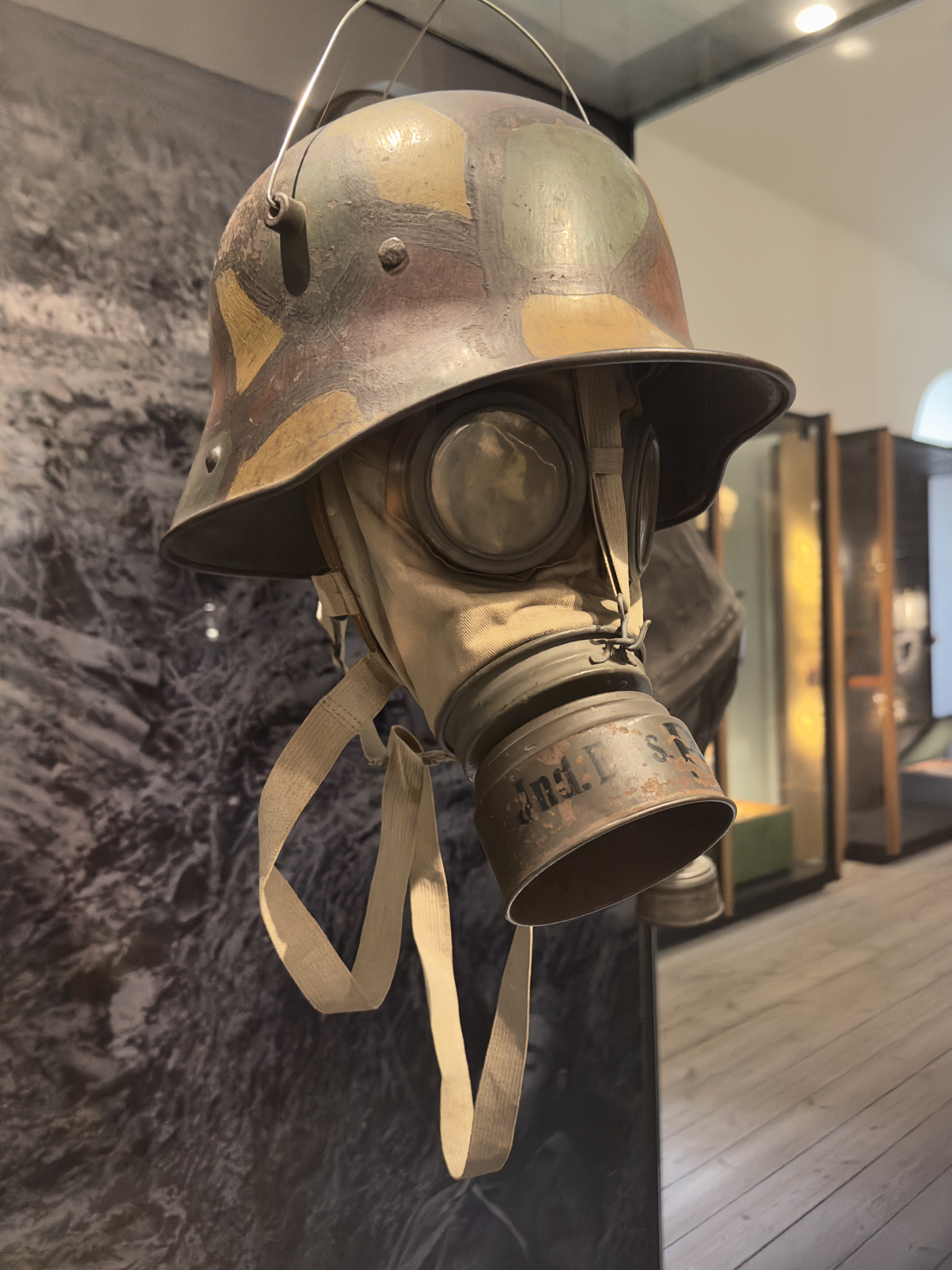
casque d'acier allemand M16 avec camouflage.

Toutes les associations bavaroises portaient une fine bande à carreaux bleus et blancs cousue autour du bord du col. La seule autre caractéristique distinctive de la blouse était les épaulettes. Celles-ci correspondaient certes aux couleurs traditionnelles, mais se distinguaient nettement de celles des uniformes de 1910 ; elles n'étaient certes plus passepoilées aux couleurs du corps, mais portaient toujours les numéros et chiffres du régiment. La couleur des épaulettes indiquait essentiellement l'arme, et dans certains cas, les passepoils distinguaient le régiment. Les hussards continuaient à porter les épaulettes de l'uniforme de 1910. Sur l'uniforme de 1916, les caractéristiques telles que les insignes de grade restaient inchangées, mais le port d'insignes professionnels ou de performance et de nids d'hirondelles était interdit.
Les soldats portaient différents types de casques, tels que la Pickelhaube, qui était en cuir avec des ornements métalliques, et des cocardes (cocarde impériale à droite, cocarde nationale à gauche), ainsi que des tchakos, des tchapkas ou des kolpaks. Les casques étaient munis de plaques d'armoiries dont la conception variait selon l'État et le régiment, par exemple l'aigle prussien, les armoiries bavaroises ou le lion hessois. Les artilleurs se distinguaient par des boules au lieu de pointes sur leurs casques. Les unités de chasseurs et de cavalerie avaient des types de casques spécifiques, comme les casques à queue de homard pour la cavalerie lourde ou les tchapkas pour les ulans. Les casques des officiers étaient fabriqués de manière plus sophistiquée, avec des pointes plus longues, des sangles d'écailles métalliques et parfois des matériaux spéciaux comme la peau d'opossum grise pour les kolpaks.
Tous les casques étaient camouflés avec des housses en tissu vert sur lesquelles étaient apposés des numéros de régiment. Les unités de réserve et de Landwehr avaient en plus un « R », les unités de Landsturm un « L ». Ces marquages étaient initialement rouges, mais ont été changés en vert après le début de la guerre. Les casquettes de campagne, qui faisaient également partie de l'uniforme, étaient de la couleur de base de l'uniforme et ornées de rubans et de passepoils colorés, qui reflétaient souvent les couleurs du passepoil de l'uniforme. Les régiments de cuirassiers et les hussards avaient des casquettes particulièrement décorées, correspondant aux couleurs de leurs uniformes de parade. Les conditions de guerre ont entraîné d'autres adaptations de l'équipement. A partir du printemps 1916, on introduisit le casque en acier, d'abord peint en feldgrau, mais qui fut ensuite souvent peint dans des couleurs de camouflage. De plus, les soldats fabriquaient souvent leurs propres couvre-casques à partir de sacs de sable. La même année, une cuirasse a également été introduite, mais elle était surtout utilisée par les gardes de tranchées en raison de son poids élevé. Des vêtements spéciaux pour les équipages de chars, les troupes de montagne et les aviateurs furent développés, ainsi que des manteaux en peau de mouton pour l'hiver sur le front de l'Est et des uniformes légers pour les climats chauds comme la Macédoine ou le Proche-Orient.

## Grades
| Grades et insignes de rang, armée impériale - Allemagne jusqu'en 1918 | Grades et insignes de rang, armée impériale - Allemagne jusqu'en 1918 | Grades et insignes de rang, armée impériale - Allemagne jusqu'en 1918 | Grades et insignes de rang, armée impériale - Allemagne jusqu'en 1918 | Grades et insignes de rang, armée impériale - Allemagne jusqu'en 1918 | Grades et insignes de rang, armée impériale - Allemagne jusqu'en 1918 | Grades et insignes de rang, armée impériale - Allemagne jusqu'en 1918 | Grades et insignes de rang, armée impériale - Allemagne jusqu'en 1918 | Grades et insignes de rang, armée impériale - Allemagne jusqu'en 1918 | Grades et insignes de rang, armée impériale - Allemagne jusqu'en 1918 | Grades et insignes de rang, armée impériale - Allemagne jusqu'en 1918 | Grades et insignes de rang, armée impériale - Allemagne jusqu'en 1918 |
| Désignation                                                           | Generale                                                              | Generale                                                              | Generale                                                              | Generale                                                              | Generale                                                              | Officier supérieur                                                    | Officier supérieur                                                    | Officier supérieur                                                    | Officier subalterne                                                   | Officier subalterne                                                   | Officier subalterne                                                   |
| --------------------------------------------------------------------- | --------------------------------------------------------------------- | --------------------------------------------------------------------- | --------------------------------------------------------------------- | --------------------------------------------------------------------- | --------------------------------------------------------------------- | --------------------------------------------------------------------- | --------------------------------------------------------------------- | --------------------------------------------------------------------- | --------------------------------------------------------------------- | --------------------------------------------------------------------- | --------------------------------------------------------------------- |
| Epaulette                                                             |                                                                       |                                                                       |                                                                       |                                                                       |                                                                       |                                                                       |                                                                       |                                                                       |                                                                       |                                                                       |                                                                       |
| Grade                                                                 | Generalfeldmarschall                                                  | Generaloberst                                                         | General                                                               | Generalleutnant                                                       | Generalmajor                                                          | Oberst                                                                | Oberstleutnant                                                        | Major                                                                 | Hauptmann/ Rittmeister                                                | Oberleutnant                                                          | Leutnant                                                              |

## Paiement
La rémunération était divisée en traitement (Gehalt) pour les officiers et en salaire (Löhnung ) pour les sous-officiers et les hommes de troupe. En temps de paix, il existait différentes allocations telles que l'indemnité de commandement,(Kommandogeld) l'indemnité de poste (Stellenzulage) ou l'indemnité de table (Tischgeld). La solde des officiers était payée mensuellement à l'avance, le premier jour de chaque mois. La solde des sous-officiers et des hommes de troupe était versée le 1er, le 11 et le 21 de chaque mois, chaque mois étant compté pour 30 jours. Lors de son entrée dans la troupe, chaque recrue recevait une allocation pour le nettoyage d'un montant de 7,10 ou 8,80 Reichsmark pour les hommes à cheval. Des allocations et des indemnités spéciales étaient accordées aux officiers et aux autres grades de l'état de congé lorsqu'ils étaient appelés à l'instruction ou à des manœuvres. Le 21 décembre 1917, les taux de salaire ont été augmentés de 20 pour cent pour les sous-officiers et de 33 pour cent pour les grades d'équipage. Le 1er août 1918, une nouvelle augmentation fut approuvée par l'empereur.
Les officiers blessés en opération recevaient une allocation de mutilation( Verstümmelungszulage) pour la durée de leur état : 900 Reichsmark par an en cas de perte d'une main, d'un pied, de la parole, de l'ouïe des deux oreilles et 1800 Reichsmark par an en cas de perte ou de cécité des deux yeux. L'allocation de mutilation de 900 Reichsmark pouvait également être accordée en cas de troubles de la motricité et de l'usage d'une main, d'un bras, d'un pied ou d'une jambe, en cas de perte ou de cécité d'un œil si l'autre œil n'est pas totalement utilisable, ainsi qu'en cas d'autres troubles graves de la santé s'ils nécessitaient des soins. Si l'une de ces atteintes à la santé provoquait une grave infirmité ou une maladie psychique, l'allocation de mutilation simple pouvait être augmentée jusqu'à 1800. Les officiers qui avaient droit à une pension à la suite d'une blessure de guerre avaient droit à une allocation de guerre de 720 à 1200 Reichsmark par an. Pour l'acquisition des chevaux destinés au service, une allocation pour chevaux d'un montant de 19,94 Reichsmark était accordée.Le tableau montre la rémunération mensuelle.
| Grade                                 |         |
| ------------------------------------- | ------- |
| Generalfeldmarschall et Generaloberst | 1165 ℛℳ |
| General                               | 1129 ℛℳ |
| Generalleutnant                       | 0855 ℛℳ |
| Generalmajor                          | 0755 ℛℳ |

| Rank           |        |
| -------------- | ------ |
| Oberst         | 731 ℛℳ |
| Oberstleutnant | 546 ℛℳ |
| Major          | "" ℛℳ  |

| Grade                  | temps de service | temps de service | temps de service | temps de service | temps de service | temps de service | temps de service | temps de service | temps de service | temps de service | temps de service | temps de service | temps de service |
| ---------------------- | ---------------- | ---------------- | ---------------- | ---------------- | ---------------- | ---------------- | ---------------- | ---------------- | ---------------- | ---------------- | ---------------- | ---------------- | ---------------- |
|                        | 1 an             | 2 ans            | 3 ans            | 4 ans            | 5 ans            | 6 ans            | 7 ans            | 8 ans            | 9 ans            | 10 ans           | 11 ans           | 12 ans           | 13 ans           |
| Hauptmann, Rittmeister | 283 ℛℳ           | ""               | ""               | ""               | 383 ℛℳ           | ""               | ""               | ""               | 425 ℛℳ           |                  |                  |                  |                  |
| Oberleutnant           | 125 ℛℳ           | ""               | ""               | 141 ℛℳ           | ""               | ""               | 158 ℛℳ           | ""               | ""               | 175 ℛℳ           | ""               | ""               | 200 ℛℳ           |
| Leutnant               | 125 ℛℳ           | ""               | ""               | 141 ℛℳ           | ""               | ""               | 158 ℛℳ           | ""               | ""               | 175 ℛℳ           | ""               | ""               | 200 ℛℳ           |

| Grade                                   |       |
| --------------------------------------- | ----- |
| Feldwebel                               | 62 ℛℳ |
| Vizefeldwebel plus de 9½ ans de service | 47 ℛℳ |
| Sergeant plus de 9½ ans de service      | 47 ℛℳ |
| Sergeant plus de 5 ans de service       | 39 ℛℳ |
| Fähnrich moins de 5½ ans de service     | 25 ℛℳ |

| Grade         |       |
| ------------- | ----- |
| Obergefreiter | 15 ℛℳ |
| Gefreiter     | 10 ℛℳ |
| Gemeiner      | 09 ℛℳ |

## Promotion
La promotion des officiers était la prérogative des souverains des quatre royaumes de Prusse, Bavière, Saxe et Wurtemberg. Le premier principe de la promotion était que l'officier promu devait être à tous égards apte à occuper son nouveau poste. Même en temps de paix, cela était déterminé par inspection et non par examen. Sauf à l'état-major général, la promotion avait lieu au sein du régiment jusqu'au grade de capitaine ou de major. Au-delà du grade de major, la promotion se faisait sur une liste générale. Dans l'armée allemande, l'avancement était relativement lent en temps de paix par rapport aux autres armées européennes, mais s'accélérait légèrement en temps de guerre pour les grades inférieurs. Ainsi, l'âge moyen de promotion en temps de paix pour un lieutenant était de 29 ans, alors qu'il tombait à 25 ans en temps de guerre. Un capitaine était promu en moyenne à 36 ans en temps de paix et à 29 ans en temps de guerre .
Pour un major, l'âge de promotion était de 45 ans en temps de paix et de 42 ans en temps de guerre, tandis qu'un lieutenant-colonel était promu à 52 ans en temps de paix et à 50 ans en temps de guerre. En revanche, les grades supérieurs restaient inchangés ou n'évoluaient que très peu. Un colonel était promu à 54 ans en temps de paix comme en temps de guerre. Pour un major général, l'âge de promotion était de 58 ans en temps de paix et de 57 ans en temps de guerre. Les lieutenants-généraux et les généraux étaient promus respectivement à 61 et 65 ans dans les deux cas. Les noms, grades et nominations des officiers étaient documentés dans le classement annuel. Les armées bavaroise et saxonne tenaient des listes séparées. Les promotions, les nominations et les mutations étaient publiées dans le Journal officiel du Reich sous la rubrique « Personalveränderungen » (changements de personnel). En temps de paix, un certain nombre de sous-officiers supérieurs étaient promus au rang d'officiers provisoires lors de la mobilisation et recevaient le titre de Feldwebelleutnant.
Pendant la guerre, il était possible, dans toutes les armes, de pourvoir des postes vacants de lieutenant en promouvant au grade de lieutenant de sergent des sergents ou des sergents-majors adjoints qui avaient pris leur retraite avant la guerre après 12 ans de service. L'attribution de ce grade supposait une moralité irréprochable et une position appropriée dans la vie civile. Par ailleurs, il était possible de promouvoir au grade de Feldwebelleutnant dans les formations de Landsturm des sous-officiers de bonne moralité qui avaient pris leur retraite après huit ans de service, à condition qu'ils ne soient pas aptes au service actif.

## Ravitaillement
Le ravitaillement des soldats allemands pendant la Première Guerre mondiale était divisé en plusieurs catégories, qui différaient selon la situation : Ravitaillement de paix, ravitaillement de guerre et portions de fer. Le ravitaillement de paix consistait en des rations quotidiennes combinant pain, viande et légumes. On disposait par exemple de 750 g de pain ou d'une quantité équivalente de biscottes ainsi que de 180 g de viande crue ou d'alternatives comme le lard ou la viande en conserve. Le tout était complété par des légumineuses, du riz ou des légumes en conserve ainsi que de petites quantités de café et de sel. Les rations de paix grossières étaient un peu plus complètes et proposaient des quantités plus importantes de viande et de graisse.
Les rations de guerre étaient adaptées aux conditions d'engagement au combat et comprenaient également du pain ou des biscottes comme base, ainsi que de la viande salée ou fumée, du lard ou des conserves de viande. Les légumes et les pommes de terre étaient disponibles en plus petites quantités, avec un recours plus fréquent à des produits de longue conservation comme les légumes secs ou les conserves. En cas d'efforts exceptionnels, les portions de viande et de légumes pouvaient être augmentées, et du café, du thé ou de l'eau-de-vie pouvaient être distribués en complément. La portion de fer était une ration d'urgence que les soldats emportaient en permanence avec eux. Elle se composait de biscottes, de viande en conserve et de légumes en conserve.
Cette ration était toutefois pauvre en calories et ne suffisait pas à couvrir les besoins nutritionnels des soldats à long terme, raison pour laquelle elle devait être complétée par des achats à la cantine ou par la consommation d'alcool. Les restrictions de la portion en fer découlaient de l'objectif de réduire au maximum le poids de la nourriture emportée. Dans l'ensemble, le ravitaillement était conçu pour fournir aux soldats le plus de calories possible. Néanmoins, en cas de dépendance prolongée aux rations d'urgence, des carences apparaissaient, qui devaient être compensées par un apport ultérieur abondant.

## Service médical

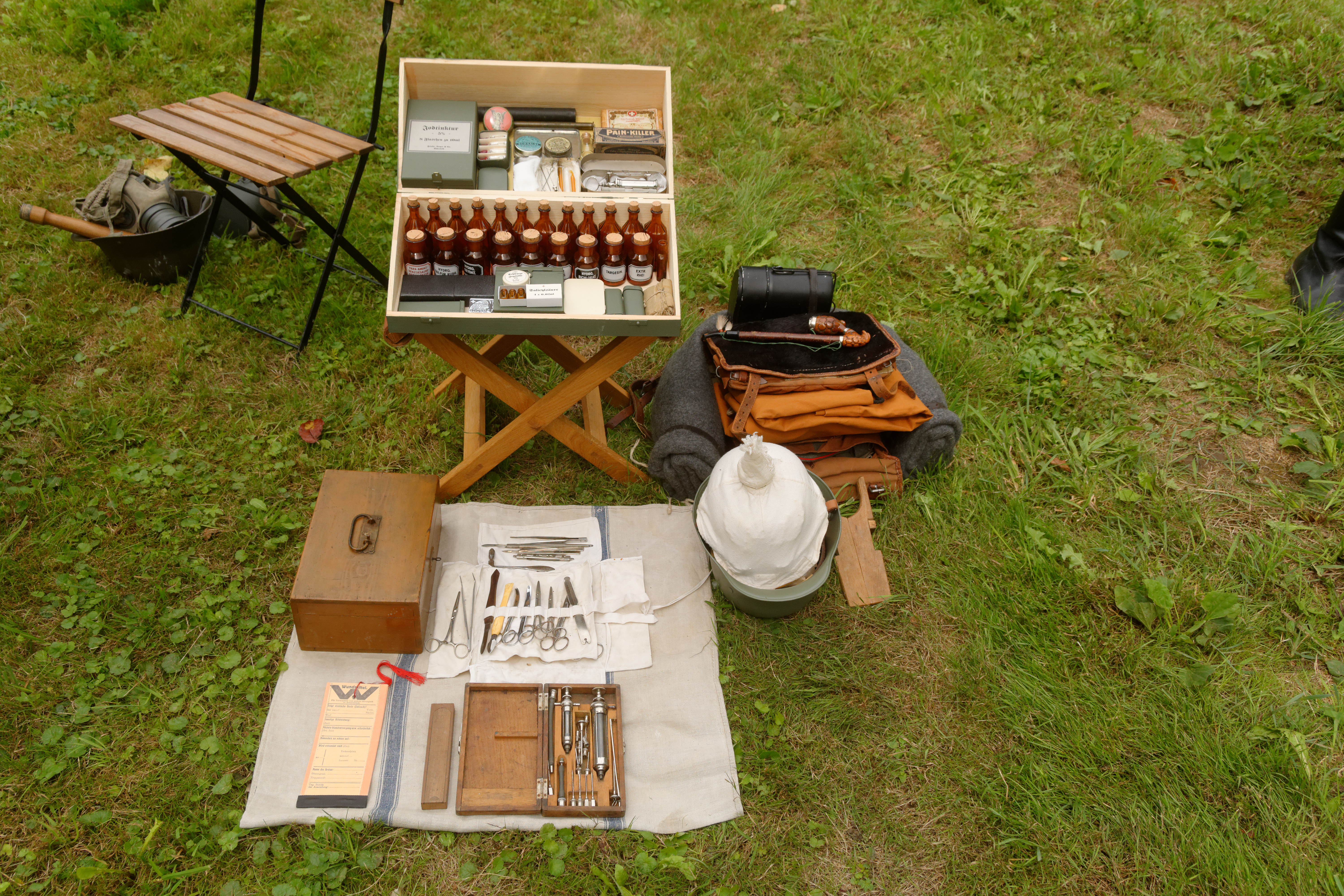
Reconstitution d'un équipement sanitaire composé d'outils de médecin, de seringues, de pansements et de médicaments comme la morphine.

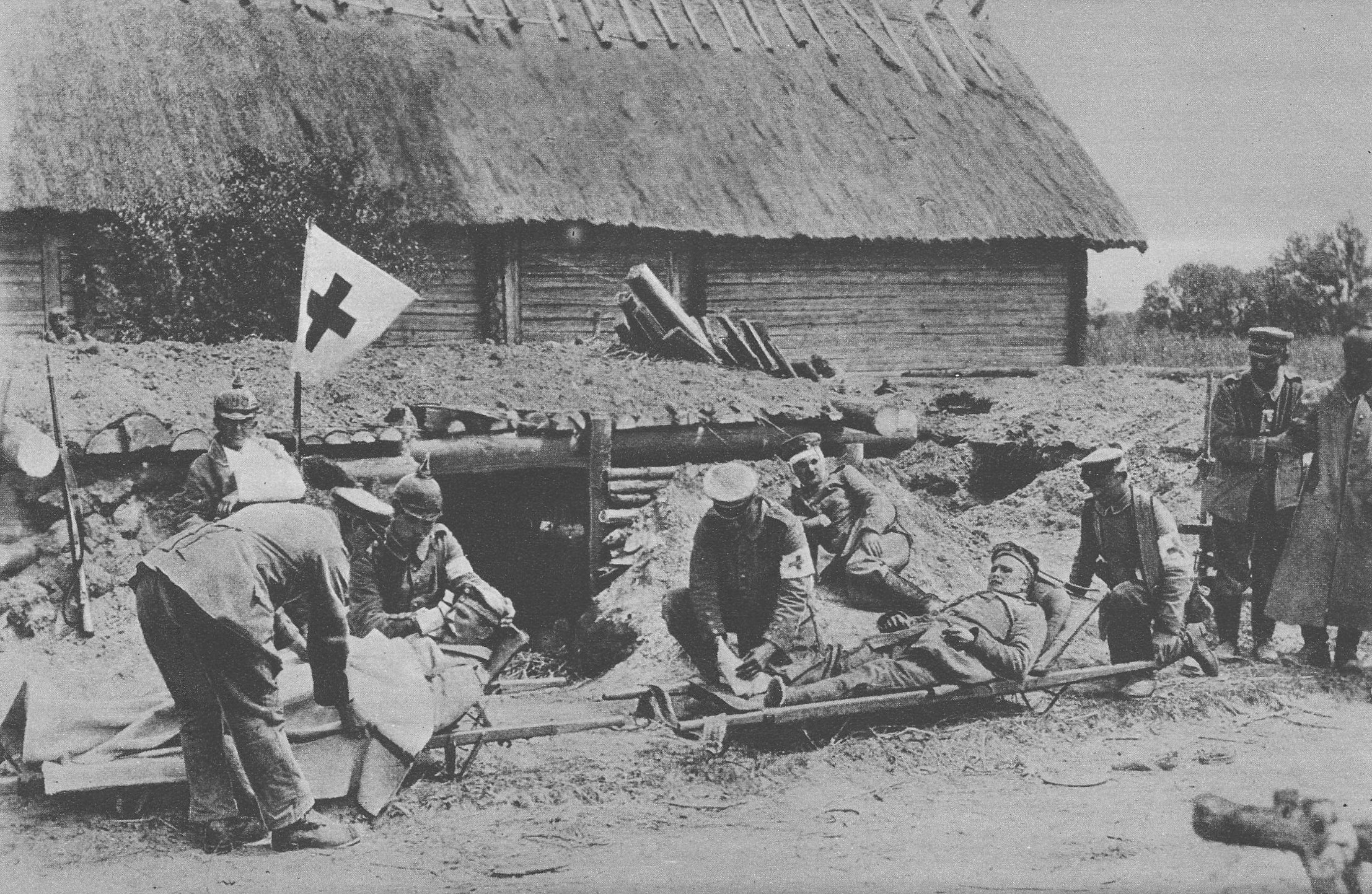
Unité médicale de campagne allemande à Kolno, Pologne

Pendant la Première Guerre mondiale, les soins médicaux aux troupes étaient clairement structurés. Chaque grande unité, comme les bataillons d'infanterie, de chasseurs ou d'artillerie, se voyait attribuer au moins un médecin, qui avait soit le grade de médecin-major, soit celui de médecin d'état-major, assisté d'un autre médecin. Les régiments de cavalerie disposaient en outre d'un médecin de régiment et de deux médecins assistants, tandis que les petites unités indépendantes, par exemple les compagnies de pionniers ou les services téléphoniques, avaient chacune un médecin assistant. Au sein des régiments, le médecin de bataillon le plus haut placé assumait également le rôle de médecin de régiment. Au fur et à mesure de l'évolution de la guerre, des postes de médecins supplémentaires ont été créés pour les troupes techniques telles que les formations d'aviation et de motorisation.
Avant même le début de la guerre, le nombre d'officiers sanitaires actifs était déjà insuffisant pour occuper tous les postes prévus. Avec la mobilisation et le développement massif de l'armée par des troupes de réserve et des troupes d'assaut terrestres, cette pénurie s'est considérablement aggravée. Le corps actif des officiers sanitaires ne pouvait occuper qu'une fraction des postes de médecins nécessaires, car il fallait en outre des médecins expérimentés pour diriger les hôpitaux de campagne et les compagnies sanitaires. De nombreux postes ont donc dû être occupés par des réservistes ou des médecins engagés par contrat. Au cours de la guerre, les pertes dues aux décès, aux blessures ou aux maladies ont entraîné d'autres pénuries qui n'ont pas pu être entièrement compensées. Pour combler les lacunes, on fit de plus en plus appel à des médecins moins qualifiés, comme les auxiliaires de campagne et les sous-médecins de campagne. Sur les sections de front moins disputées, certains postes sont même restés durablement vacants.

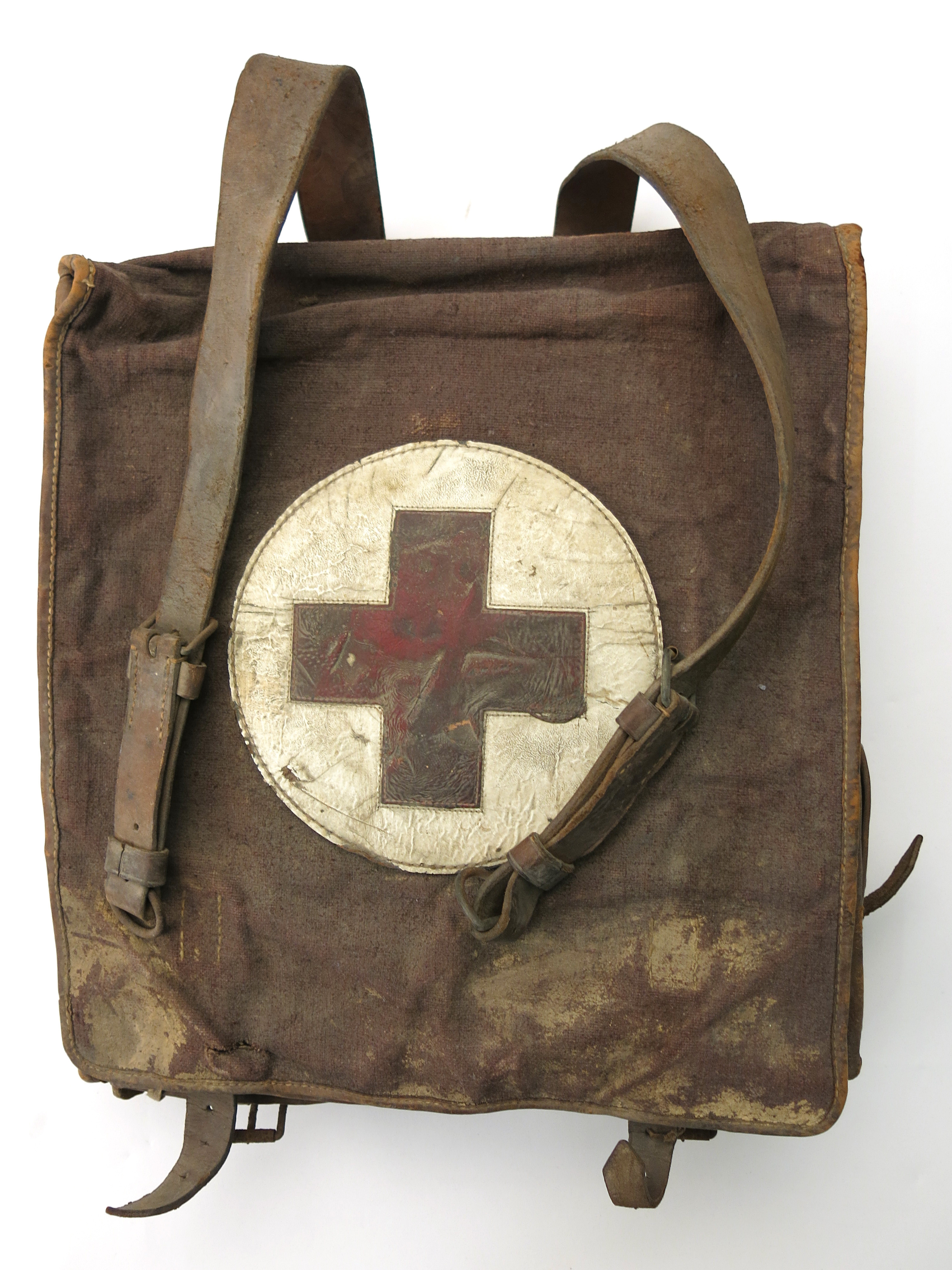
Sacoche sanitaire

Les officiers sanitaires d'active étaient bien préparés au service sur le terrain grâce à leur période de paix, car ils étaient familiarisés avec les exigences du combat par des manœuvres et des exercices. En revanche, les réservistes et les médecins moins expérimentés ont dû s'habituer aux défis du service sanitaire militaire, car nombre d'entre eux avaient auparavant travaillé principalement dans des hôpitaux militaires ou civils. L'adaptation a été particulièrement difficile pour les médecins engagés par contrat qui n'avaient aucune expérience militaire préalable. En temps de paix, les équipes médicales étaient recrutées parmi les militaires actifs. Durant le semestre d'hiver, ils recevaient une formation théorique et pratique dans une école d'infirmiers rattachée à un hôpital de garnison plus important, formation qui se terminait par un examen final. Après avoir réussi l'examen, ils étaient engagés comme équipes sanitaires. Les équipes sanitaires de réserve comprenaient également des étudiants en médecine qui, après six mois de service armé, étaient libérés dans la réserve en tant que caporaux surnuméraires, dans la mesure où ils n'avaient pas déjà été promus au rang de sous-médecin de campagne. Lors de la mobilisation, les réservistes ainsi que les membres de la Landwehr et du Landsturm étaient donc disponibles en plus des équipes sanitaires actives.
Dans l'armée de campagne, un sous-officier sanitaire était affecté à chaque compagnie, escadron, batterie, colonne ou unité similaire. Dans les régiments de cavalerie, qui faisaient partie de la division de cavalerie, il y avait au total six sous-officiers sanitaires pour quatre escadrons. Au cours de la guerre, le nombre de sous-officiers sanitaires a été augmenté. Ainsi, chaque bataillon d'infanterie, de chasseurs ou de tirailleurs s'est vu attribuer un sous-officier sanitaire supplémentaire, dont les compétences comprenaient la gestion du véhicule sanitaire ainsi que les tâches écrites du médecin de bataillon. Le personnel sanitaire a également été augmenté dans la cavalerie, l'artillerie de campagne et les formations de pionniers.
Chaque compagnie d'infanterie, de chasseurs ou de tireurs disposait de quatre brancardiers. Ces brancardiers faisaient partie du personnel sanitaire et portaient des brassards de la Croix-Rouge. En cas de besoin, on faisait également appel à des brancardiers auxiliaires issus des rangs des troupes régulières. Ils n'étaient toutefois appelés que sur ordre spécial du chef de troupe. Dans les troupes à pied en particulier, les musiciens et les musiciens auxiliaires étaient formés de manière standard comme brancardiers auxiliaires et étaient utilisés pour ces tâches si nécessaire. Comme les brancardiers auxiliaires ne travaillaient que temporairement dans le service sanitaire, ils ne recevaient pas de brassard blanc, mais un brassard rouge.
L'équipement du service sanitaire était conçu pour permettre aussi bien les premiers soins rapides aux blessés que le transport des blessés. Un élément central était le transport de pansements et de médicaments. Les pansements étaient transportés sous forme de comprimés compacts, tandis que les médicaments étaient principalement mis à disposition sous forme de comprimés - une mesure introduite très tôt par l'administration de l'armée, qui s'est ensuite répandue dans la médecine civile. Tous les soldats de l'armée de campagne étaient équipés de deux paquets de pansements. Ceux-ci contenaient une bande de gaze aseptique avec une compresse de gaze cousue dessus, conçue de manière à pouvoir être appliquée de manière hygiénique sans contact direct avec les doigts. Des instructions étaient intégrées dans l'enveloppe étanche. En outre, les médecins de troupe étaient tenus d'emporter leur propre trousse de médecin contenant les principaux appareils médicaux et médicaments. Les équipes sanitaires étaient équipées de sacoches sanitaires, de pansements et de flacons de présure.
Les sacoches sanitaires se distinguaient en modèles pour les forces montées et non montées. Les infirmiers non montés portaient deux petits sacs en cuir à la ceinture, tandis que les infirmiers montés portaient un sac plus grand sur l'épaule. Les sacs contenaient des pansements et des médicaments pour les premiers soins. Les porteurs de malades transportaient également des sacs sanitaires, mais ceux-ci étaient exclusivement remplis de matériel de pansement. Pour le transport de grandes quantités de matériel sanitaire, on utilisait des havresacs, des sacs de paquetage, des caisses sanitaires et des chariots sanitaires. Chaque unité d'infanterie, de chasseurs et de tireurs disposait d'un véhicule sanitaire d'infanterie, les régiments de cavalerie de la division de cavalerie d'un véhicule sanitaire de cavalerie. Ces derniers se distinguaient par le fait que le véhicule sanitaire de cavalerie pouvait accueillir deux blessés couchés, alors que le véhicule sanitaire d'infanterie ne le permettait pas.
Les ambulances transportaient une grande variété de matériel, notamment des couverts de troupe, des pansements, des boîtes à outils, des couvertures pour malades et des brancards pliables. Les sacoches sanitaires, portées par les brancardiers, contenaient les principaux outils nécessaires aux premiers soins, tels que des bandes élastiques, des attelles, des pansements et des médicaments fréquemment utilisés. Chaque sac rempli pesait environ 11 kg. Pour la cavalerie, des sacs sanitaires supplémentaires étaient transportés sur des chevaux de bât et contenaient principalement des pansements et quelques médicaments. Une civière de secours était également fixée sur les sacs. Au début de la guerre, chaque régiment de cavalerie disposait de deux chevaux de bât, dont le nombre a été doublé par escadron en 1917.
Les chariots de réserve sanitaire servaient à assurer le ravitaillement en matériel pour les sacoches et les chariots sanitaires. Ils transportaient également des vivres de malades, du matériel de tente, des civières de secours et d'autres pièces d'équipement. Les trousses médicales utilisées par les états-majors supérieurs, les formations de mitrailleuses et les petites unités contenaient une plus grande variété de pansements, de médicaments et de fournitures et étaient transportées sur des véhicules de troupe. Chaque unité équipée de trousses médicales transportait également une civière pliable. L'équipement sanitaire comprenait en outre des bandages en laine et des couvertures pour malades. Pendant l'hiver, le nombre de serviettes hygiéniques transportées était doublé et, dans les troupes à pied, chaque soldat recevait une serviette hygiénique afin de faire face aux conditions climatiques particulières. Cet équipement bien pensé et polyvalent du service sanitaire contribuait à garantir les soins médicaux de la troupe, même dans des conditions difficiles.

## Tactique
Au début de la guerre, l'attaque de l'infanterie comprenait trois phases : le déploiement (Aufmarsch), qui consistait à rassembler ou à rejoindre des forces, la formation (Entfaltung), qui impliquait le déploiement, et le développement (Entwicklung), qui constituait l'expansion. Le déploiement avait lieu à une distance de 2 200 m de l'ennemi, selon le terrain. Lors de la phase de déploiement, les formations de bataillon ou de compagnie étaient déployées en pelotons et sections afin d'élargir le front. Pendant la phase de développement, l'ensemble de l'unité était déployé en lignes de combat pour élargir davantage le front. La formation d'attaque finale se composait de trois lignes : une ligne de tir, ses soutiens et ses réserves, chacune espacée de 270 mètres. Ce système tactique était bien adapté aux conditions de 1914 et fit ses preuves contre les armées continentales. Cependant, il se révéla inadéquat face au Corps Expéditionnaire Britannique.

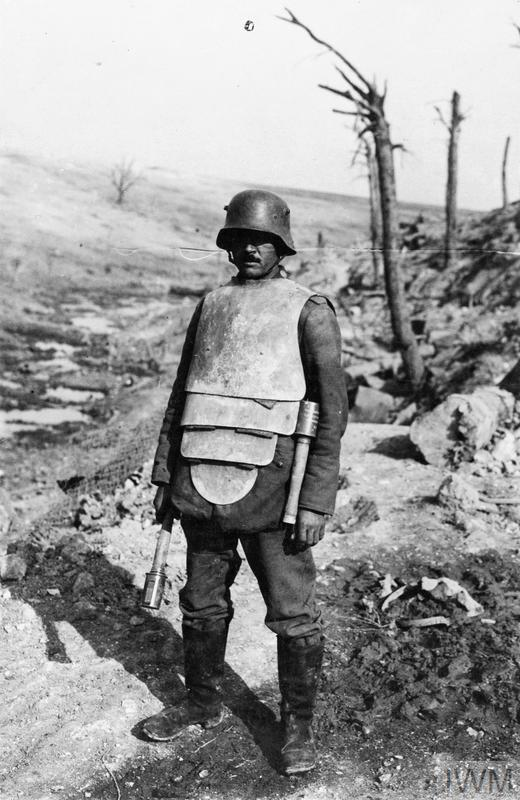
Soldat d'une unité de stormtroopers dans la Somme en 1916 avec un gilet pare-balles

Jusqu'en 1918, l'OHL (Oberste Heeresleitung) travailla à la modernisation organisationnelle et tactique de l'armée pour les deux types de combat, la défense et l'attaque. Cela eut une influence décisive sur le développement de la guerre terrestre allemande dans la seconde moitié du conflit. Pendant la même période, la formation et l'entraînement des troupes furent également significativement améliorés. Cette amélioration reposait sur l'expérience des combats, qui fut combinée aux méthodes de guerre précédentes dans des règlements de commandement et de formation affinés. Le point central de ce processus de modernisation portait particulièrement sur la guerre de position mécanisée sur le front principal à l'ouest. En revanche, la situation à l'est se prêtait davantage à la guerre traditionnelle. La cavalerie était souvent utilisée dans des combats mobiles ou la défense était menée de manière statique depuis une seule ligne. Les expériences de combat innovantes, appliquées avec succès lors de la prise de Riga ou de la percée de Flitsch-Tolmein, furent néanmoins importantes pour le développement tactique. Celles-ci incluaient les tactiques des troupes de choc et les tirs d'artillerie massifs.
L'armée allemande étudiait depuis longtemps les expériences de ses adversaires et avait intégré les écrits de l'officier français André Laffargue dans sa stratégie. Parmi ces écrits figuraient : Die Grundsätze für die Führung in der Abwehrschlacht im Stellungskriege (décembre 1916, mars et septembre 1917), Der Angriff im Stellungskrieg (janvier 1918), et Ausbildungsvorschrift für die Fußtruppen im Kriege (janvier 1917 et janvier 1918). L'approche défensive de l'armée allemande fut améliorée en combinant les éléments de feu et de mouvement, leur développement menant à une interaction unifiée. Cela aboutit au principe de défense en profondeur et espace élastique, qui complétait sans remplacer complètement la méthode précédente. Cette approche permettait aux défenseurs de se replier tactiquement de manière limitée dans une zone défensive avec des poches de résistance. Cela visait à offrir une certaine protection contre les tirs d'artillerie dévastateurs de l'attaquant.
Contrairement aux Alliés occidentaux, l'armée allemande renonça dès 1916 à préparer ses attaques par des journées de bombardements d'artillerie. Le char d'assaut ne joua également aucun rôle majeur dans les considérations de l'OHL. À la place, l'armée allemande visait à percer les lignes ennemies grâce à une combinaison d'effet de surprise, d'initiative et d'une meilleure coordination entre l'infanterie, l'artillerie et l'aviation. L'effet de surprise était créé par un court raid de feu, initialement centralisé et soudainement déclenché par des groupes d'artillerie individuels. Dès que l'attaque commençait, elle se transformait en une pluie dense d'obus qui s'étendait lentement sur les positions ennemies selon un calendrier prédéfini, le fameux rouleau de feu. Cette technique fut utilisée pour la première fois par les Allemands en 1916 sur le front de l'Est, mais aussi devant Verdun. Les tirs d'artillerie ciblés visaient à neutraliser aussi bien l'infanterie ennemie que son artillerie, tout en paralysant les structures de commandement. La méthode était largement basée sur l'expérience du lieutenant-colonel Georg Bruchmüller.
Bruchmüller s'était distingué dans les opérations offensives sur le front de l'Est, notamment à Riga en 1917, et agissait comme conseiller auprès de l'OHL pour les offensives de printemps de 1918. Une procédure développée par le capitaine Erich Pulkowski, intégrée à cette conduite de l'artillerie, permit de rendre inutile le réglage long et périlleux des tirs d'artillerie. Immédiatement après le rouleau de feu suivaient des groupes de combat renforcés par de l'artillerie et des pionniers. Leur mission était de pénétrer et de percer les points faibles de l'ennemi par des mouvements rapides. Ce n'est qu'ensuite que les réserves devaient suivre.
Des divisions spécialement équipées et mobiles furent planifiées pour les opérations offensives de 1918. Au sein de ces divisions, de petits groupes de combat, équipés d'armes de troupe (y compris des mitrailleuses légères), étaient destinés à assurer l'activité principale des combats. La formation des chefs et des troupes fut encouragée par un vaste réseau d'écoles, de terrains d'entraînement et de cours mis en place par l'OHL. Les principes opérationnels développés furent appliqués. En plus des nombreux cours de formation pour soldats, sous-officiers et officiers, des formations spécifiques pour les commandants et officiers d'état-major général furent proposées par certains groupes d'armées en 1917/18. Dans ces cours, le personnel militaire responsable au front apprenait les bases des combats défensifs et offensifs en guerre de position.
La mise en œuvre des nouvelles tactiques dans l'effort de guerre resta ambivalente, car il manquait des directives claires pour le commandement et l'entraînement. Malgré la standardisation, ces approches étaient des solutions de compromis combinant l'ancien et le nouveau de diverses manières, tout en continuant à rejeter strictement toute schématisation. Bien que la formation et l'éthique aient été libérées d'une inertie rigide, l'application flexible des innovations ne fut pas pleinement réalisée. La modernisation fut critiquée par de nombreux commandants. On ne faisait pas confiance aux soldats pour appliquer des procédures tactiques complexes. De nombreux officiers craignaient même que les soldats ordinaires ne fuient s'ils avaient la possibilité de reculer tactiquement.

## Équipement

### Pistolets et fusils
Le fusil d'ordonnance de l'armée allemande était le Gewehr 98. Il disposait d'un canon de 740 mm pour un calibre de 7,92 × 57 mm et d'un système de visée quadrant conçu par Lange. Le fusil était également équipé d'une sangle en cuir réglable, d'une protection de la bouche avec clapet et de la baïonnette 98. Des modifications mineures ont été apportées pendant la Première Guerre mondiale, notamment le modèle 98/05 pour les fusils et les carabines. En 1900, la cavalerie allemande a introduit une version raccourcie du fusil 98 pour remplacer la carabine 88, une arme moderne compatible avec les autres unités. Le Gewehr 98 a remplacé le Gewehr 91 et a permis aux soldats d'assembler des armes pour former des pyramides. En 1902, le mousqueton avec dispositif de montage pour fusil à canon latéral (Seitengewehr) 98 a été introduit, avec une longueur de canon de 435 mm et une crosse différente. Le mousqueton 98 allongé avec dispositif de montage et de connexion a été introduit en 1908, avec une longueur de canon de 590 mm, une poignée de culasse coudée, une crosse pleine, un protège-main, un mandrin et une bague supérieure rabattable. Pendant la Première Guerre mondiale, il fut une alternative populaire au Gewehr 98, se révéla utile dans la guerre des tranchées et fut principalement distribué aux troupes d'assaut.
L'arme de poing standard de l'armée allemande était le pistolet 08, un pistolet automatique, plus connu sous le nom de Luger ou Parabellum. Cette arme était une évolution du Borchardt, qui avait été importé en Allemagne par son concepteur américain au début des années 1890. Elle a été adoptée par la marine allemande en 1906, et un autre modèle a été approuvé par l'armée en août 1908. Le calibre de cette arme était de 9 mm, son poids de 800 g et la crosse contenait un chargeur de huit coups. Un chargeur à vis de 32 coups a été fabriqué et pouvait être fixé à la base de la crosse. Pendant la guerre, des canons longs et des canons courts ont été utilisés, la portée maximale des premiers étant d'environ 1.500 m. Il existait en outre un certain nombre d'autres armes de poing comme les revolvers du Reich M79 et M83, le Dreyse M1907, le pistolet de l'armée Langenhan, le Mauser C96, et le Mauser Model 1914.

### Grenades
L'armée disposait de trois types de grenades : une grenade à retardement, une grenade à percussion et une grenade à fusil. La grenade à main à balle modèle 1913, avec une fusée en laiton. La grenade à main à disque modèle 1913, avec une fusée à percussion. La grenade allemande la plus répandue était la grenade à manche M15 avec fusée à retardement. Elle était composée d'une tête cylindrique en acier contenant l'explosif, d'une poignée en bois, d'une fusée à friction et d'un détonateur. Il existait deux types principaux de grenades à fusil, les modèles 1913 et 1914, qui pesaient environ 1 kg.

#### Mitrailleuses
La mitrailleuse standard était la Maschinengewehr 08, introduite en 1908. Elle était refroidie à l'eau et tirait les mêmes munitions de calibre 7,92 mm que le Gewehr 98. Avec l'eau de refroidissement, elle pesait 63 kg. La portée maximale était de 4000 m. Afin de disposer d'une mitrailleuse plus maniable pour la guerre des tranchées, la Maschinengewehr 08/15 a été introduite en 1915. Elle était basée sur la Maschinengewehr 08, était également refroidie à l'eau et tirait également des munitions de 7,92 mm. Avec l'eau de refroidissement, elle pesait 19,5 kg. En 1918, une version refroidie à l'air, la Maschinengewehr 08/18, a été construite. Elle utilisait un canon avec une fine chemise perforée et pesait environ 15 kg. Outre les mitrailleuses, l'armée de terre disposait également de différents pistolets-mitrailleurs comme le Madsen ou le Bergmann MP18.

### Artillerie

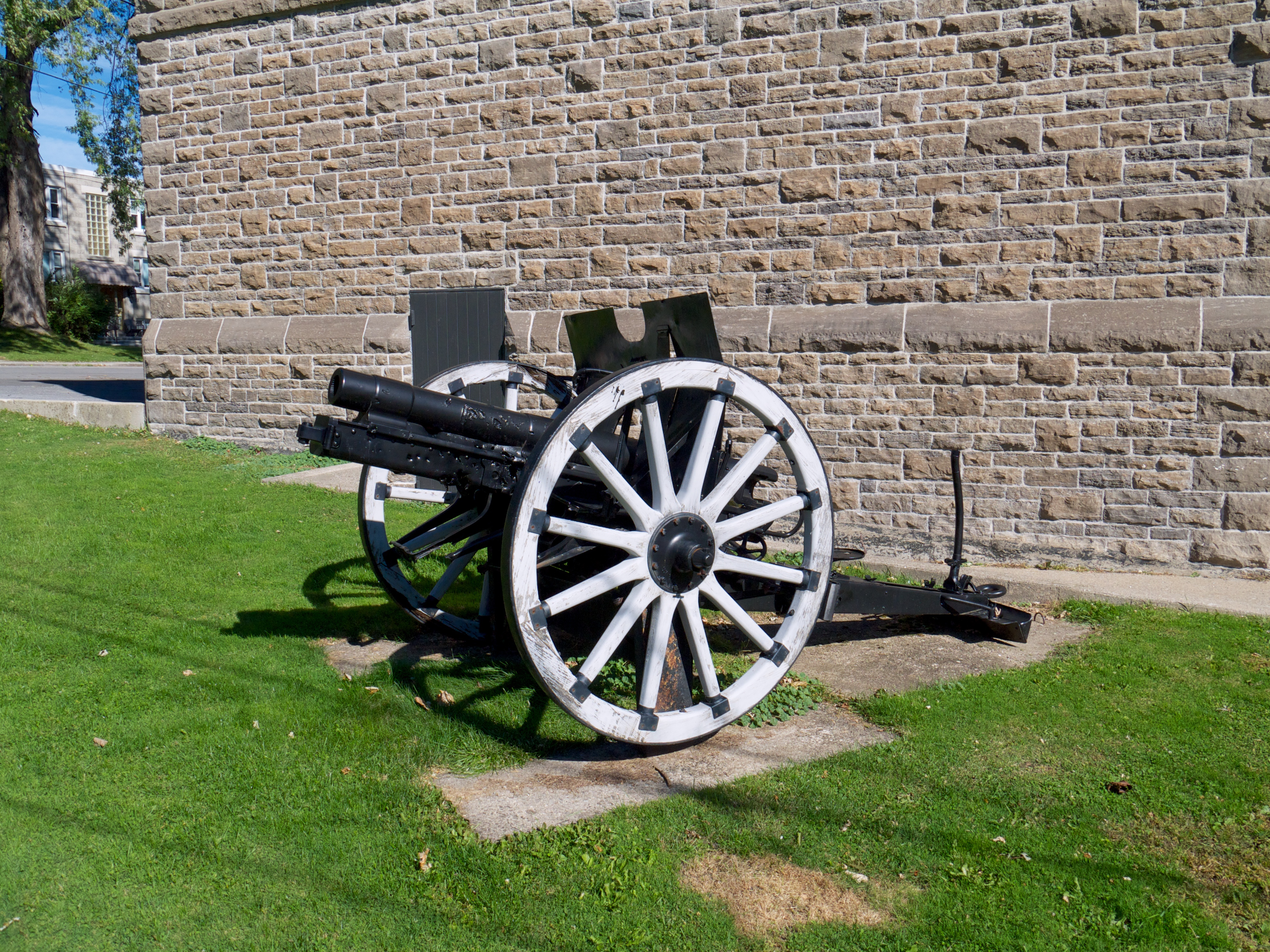
canon de campagne 7,7 cm FK 96 n.A.

Les principales armes de l'artillerie de campagne dans l'armée allemande étaient le canon de campagne et l'obusier de 10,5 cm. En 1914, le canon de campagne 96 nouveau modèle (Feldkanone 96 neuer Art), également appelé C96 n.A., était l'arme standard des batteries de campagne. Au début de la guerre, l'armée allemande disposait de 5 608 de ces canons de campagne. La longueur du tube mesurait 27,3 calibres. L'équipage était protégé par un bouclier plat de 1,68 mètre de haut, dont la partie supérieure était rabattable. Le canon de campagne entier pesait 876 kilogrammes, dont 426 kilogrammes pour l'affût. Les limites de direction étaient de +16° en élévation et de −12° en dépression, avec une portée maximale de 8 400 mètres.
En 1916, un nouveau canon de campagne fut introduit, remplaçant de nombreuses batteries d'artillerie de campagne. Le canon de campagne 16 (Feldkanone 16 ou FK16) ressemblait au C96 n.A., mais possédait un tube allongé de 35 calibres. Il était monté sur un affût modifié de l'obusier léger de 10,5 cm, permettant une élévation allant jusqu'à +38°. Le FK16 pesait 1 247 kilogrammes, avait une vitesse initiale de 600 mètres par seconde et une portée maximale de 10 300 mètres. L'obusier de campagne standard était l'obusier léger de campagne de 10,5 cm modèle 98/09 (leichte Feldhaubitze 98/09 ou leFH 98/09), entré en service en 1910. Jusqu'au printemps 1914, toute l'artillerie de campagne était équipée de cet obusier. En 1914, l'armée allemande disposait de 1 260 de ces obusiers.

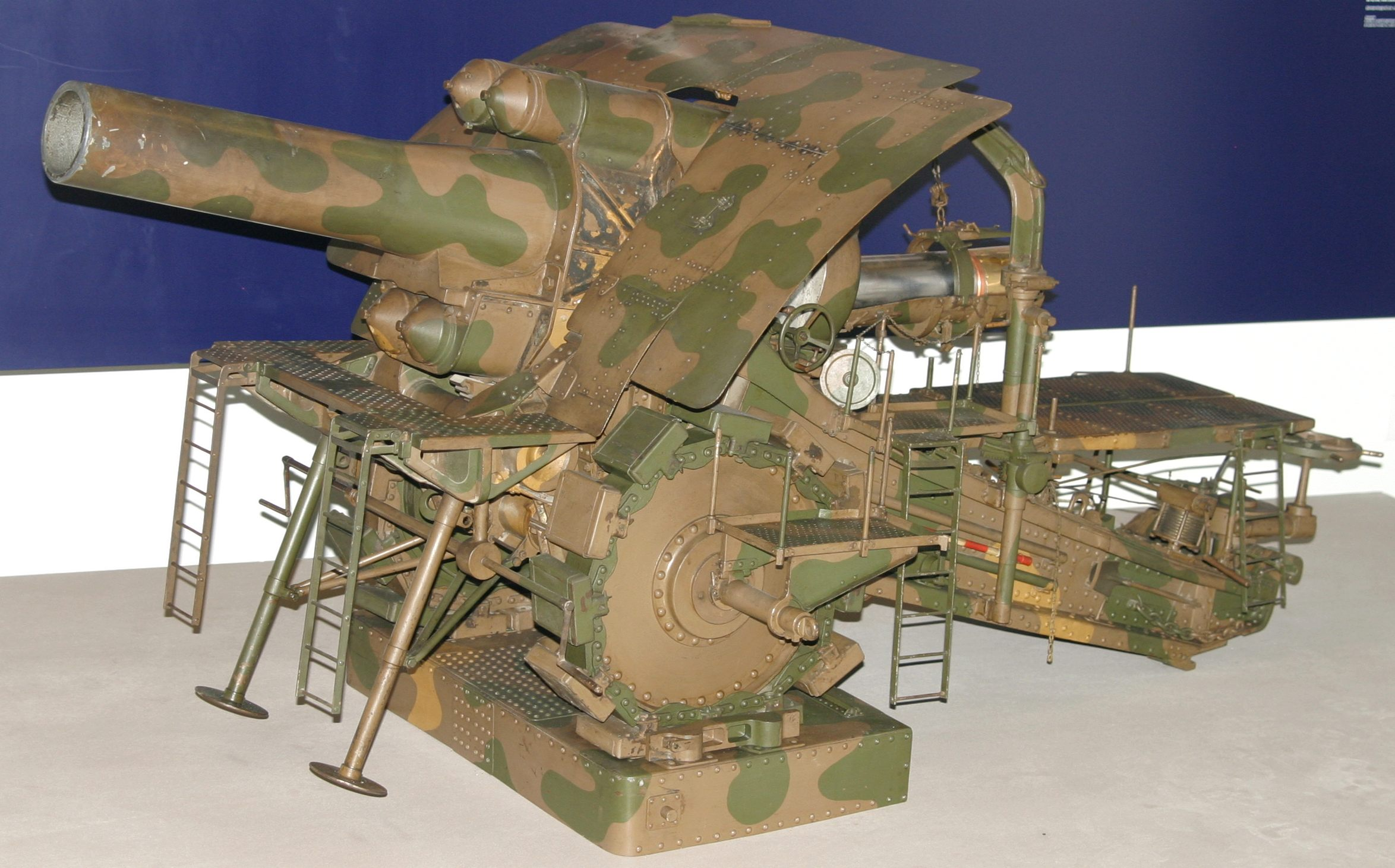
Modèle du véhicule routier « M-Gerät » (Dicke Berta) Détournement de l'obusier allemand de 42 cm au Musée de l'Armée, Paris.

L'arme pesait au total 1 143 kilogrammes et était montée sur un affût à recul blindé. Le canon, avec une élévation maximale de +40° et un débattement latéral de 8°, avait une portée maximale de 7 000 mètres. Pendant la guerre, deux autres modèles d'obusiers de 10,5 cm furent introduits, mais ils ne remplacèrent pas le leFH 98/09. Le premier modèle était le leFH 16, qui possédait un tube plus long et une chambre à poudre agrandie. Ces modifications permettaient une portée maximale de 10 000 mètres lorsqu'un obus profilé (C-Geschoss) était utilisé. Le second modèle était l'obusier léger de campagne Krupp (leichte Feldhaubitze Krupp ou leFH Krupp), qui atteignait une portée maximale de 10 250 mètres. Les deux obusiers utilisaient l'affût du leFH 98/09.
Au cours des premières années de la Première Guerre mondiale, trois types d’artillerie lourde furent développés : les canons de siège, les canons de chemin de fer et les canons côtiers. Les premiers canons de chemin de fer et canons côtiers allemands étaient généralement dérivés de l’artillerie navale existante, mais équipés de nouveaux affûts adaptés à leurs missions spécifiques. Le sommet de la puissance de feu de l’artillerie en 1914 était atteint avec le 420-mm Gamma-Gerät de Krupp, plus connu sous le nom de Grosse Bertha (Dicke Bertha). Cet obusier stationnaire tirait des projectiles de 760 kg jusqu’à 13 km. Il était donc particulièrement adapté à la guerre de position, notamment pour le bombardement de forteresses. Afin d’obtenir une portée encore plus grande, certains canons de marine excédentaires de 38 cm furent utilisés comme canons de chemin de fer ou canons de plate-forme contre les forteresses françaises le long de la frontière.

### Avions
L'Allemagne a produit un total d'environ 48 000 avions pendant la Première Guerre mondiale. Ce chiffre inclut tous les types d'avions, y compris les chasseurs, les avions de reconnaissance, les bombardiers et les avions d'entraînement, qui ont joué un rôle crucial pendant la Première Guerre mondiale. Parmi les chasseurs, les Albatros D.II, D.III, D.V et D.Va sont dotés d'un fuselage monocoque en bois profilé et sont propulsés par le moteur Mercedes D.III à six cylindres en ligne, d'une puissance d'environ 160 chevaux. Les séries Fokker D.I à Fokker D.V étaient les premiers chasseurs biplans qui sont passés des moteurs rotatifs à des moteurs en ligne plus puissants. Le Fokker D.VII, souvent considéré comme l'un des meilleurs chasseurs de la guerre, était équipé d'un moteur BMW IIIa ou Mercedes D.IIIa et utilisait un profil aérodynamique épais pour une grande manœuvrabilité et d'excellentes performances en altitude.

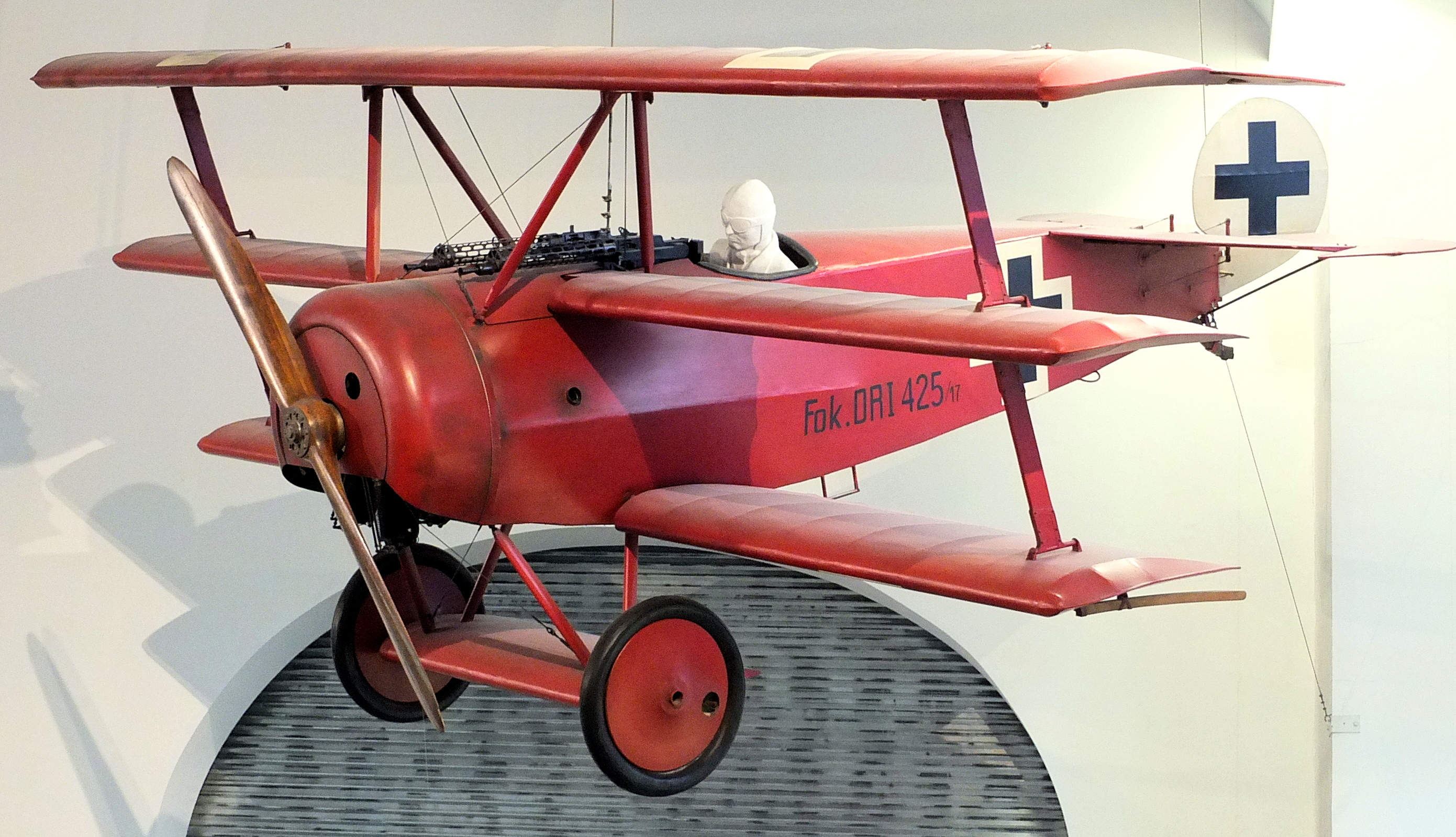
Réplique du Fokker Dr.I peint en rouge, piloté par Manfred Freiherr von Richthofen (le Baron Rouge) au Deutsches Museum (Munich).

Le Fokker Dr.I, un triplan, est devenu célèbre pour son agilité exceptionnelle et son association avec le « Baron Rouge », (Roter Baron) Manfred von Richthofen. Il était propulsé par un moteur rotatif Oberursel UR.II de 110 ch. Le Fokker E.III, un des premiers avions monoplan, était équipé d'un système de synchronisation innovant qui permettait à la mitrailleuse Spandau de tirer à travers l'arc de l'hélice, un développement révolutionnaire dans le domaine du combat aérien. Le Fokker E.V/D.VIII, surnommé le « rasoir volant », était un autre monoplan, remarquable pour la construction de ses ailes en porte-à-faux. D'autres chasseurs, tels que le Hannover CL.II, le LFG Roland D.II et D.VI, le Pfalz D.III et le Pfalz D.XII, ont contribué à la diversité de la puissance aérienne allemande, le Pfalz D.III étant particulièrement reconnu pour sa construction robuste et sa manœuvrabilité.
Les avions d'attaque au sol les plus importants étaient l'Albatros J.I, dont le cockpit était blindé pour protéger l'équipage des tirs au sol, et l'AEG J.I, qui combinait la protection avec un moteur Mercedes D.III fiable. Les Halberstadt CL.II et CL.IV, ainsi que le Hannover CL.III, étaient des avions d'appui rapproché biplaces, lourdement armés de mitrailleuses Parabellum orientées vers l'arrière et de canons Spandau tirant vers l'avant. Ces appareils étaient spécialement conçus pour des missions à basse altitude, en appui de l'infanterie allemande au sol. Pour l'entraînement des pilotes, l'Etrich Taube, un monoplan monomoteur doté d'une aile unique en forme d'oiseau, offre des caractéristiques de vol stables, idéales pour les pilotes débutants. Le Rumpler C.VIII, un biplan de reconnaissance, est également adapté à l'entraînement, offrant des configurations à double commande pour les instructeurs et les stagiaires.
Les premiers bombardiers comprenaient le bimoteur AEG G.IV, doté d'un châssis entièrement métallique et d'une charge de bombes de 400 kg, et l'Albatros C.III, un avion biplace polyvalent utilisé à la fois pour la reconnaissance et le bombardement léger. L'Albatros C.VII améliore son prédécesseur grâce à un moteur plus puissant et à une meilleure aérodynamique. Les bombardiers plus grands, tels que le Friedrichshafen G.III et les Gotha G.IV et G.V, étaient capables d'effectuer des missions de bombardement stratégique, avec des charges utiles allant jusqu'à 500 kg. Le Gotha G.V, en particulier, fut utilisé pour des bombardements nocturnes sur Londres. Les Rumpler G.I, G.II et G.III représentaient les premières tentatives de développement de bombardiers lourds, avec un succès mitigé en raison de leur charge utile et de leur rayon d'action limités par rapport aux modèles ultérieurs.

### Véhicules

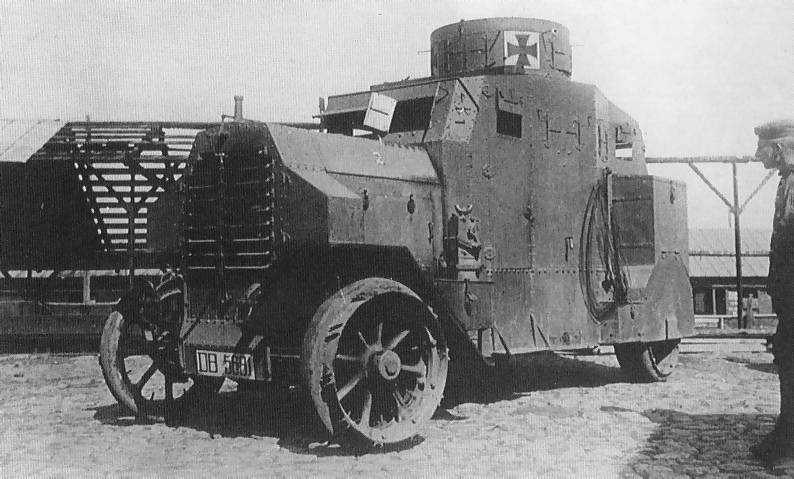
Véhicule blindé de reconnaissance Ehrhardt E-V/4

L'armée allemande utilisait une grande variété de véhicules, allant des charrettes traditionnelles tirées par des chevaux aux premiers véhicules motorisés et aux chars d'assaut. Les chariots tirés par des chevaux constituaient l'épine dorsale de la logistique allemande et servaient principalement à transporter des munitions, de la nourriture et des blessés. Ils étaient robustes et pouvaient être utilisés sur des terrains difficiles, là où les véhicules motorisés échouaient souvent. Des camions étaient utilisés à côté des chevaux. Ces camions avaient une charge utile d'environ trois à cinq tonnes et atteignaient une vitesse maximale de 25 à 35 kilomètres par heure. Ils étaient principalement utilisés pour approvisionner les troupes au front et pour transporter des marchandises plus lourdes. En 1914, il existait deux variantes de camions militaires. Le premier type est le camion de 4 tonnes, dont la conception de base avait déjà été introduite quelques années avant la guerre ; 650 de ces véhicules ont été réquisitionnés à des sources civiles lors de la mobilisation. Le deuxième camion plus léger qui accompagnait les divisions de cavalerie était le camion de cavalerie de 3 tonnes.

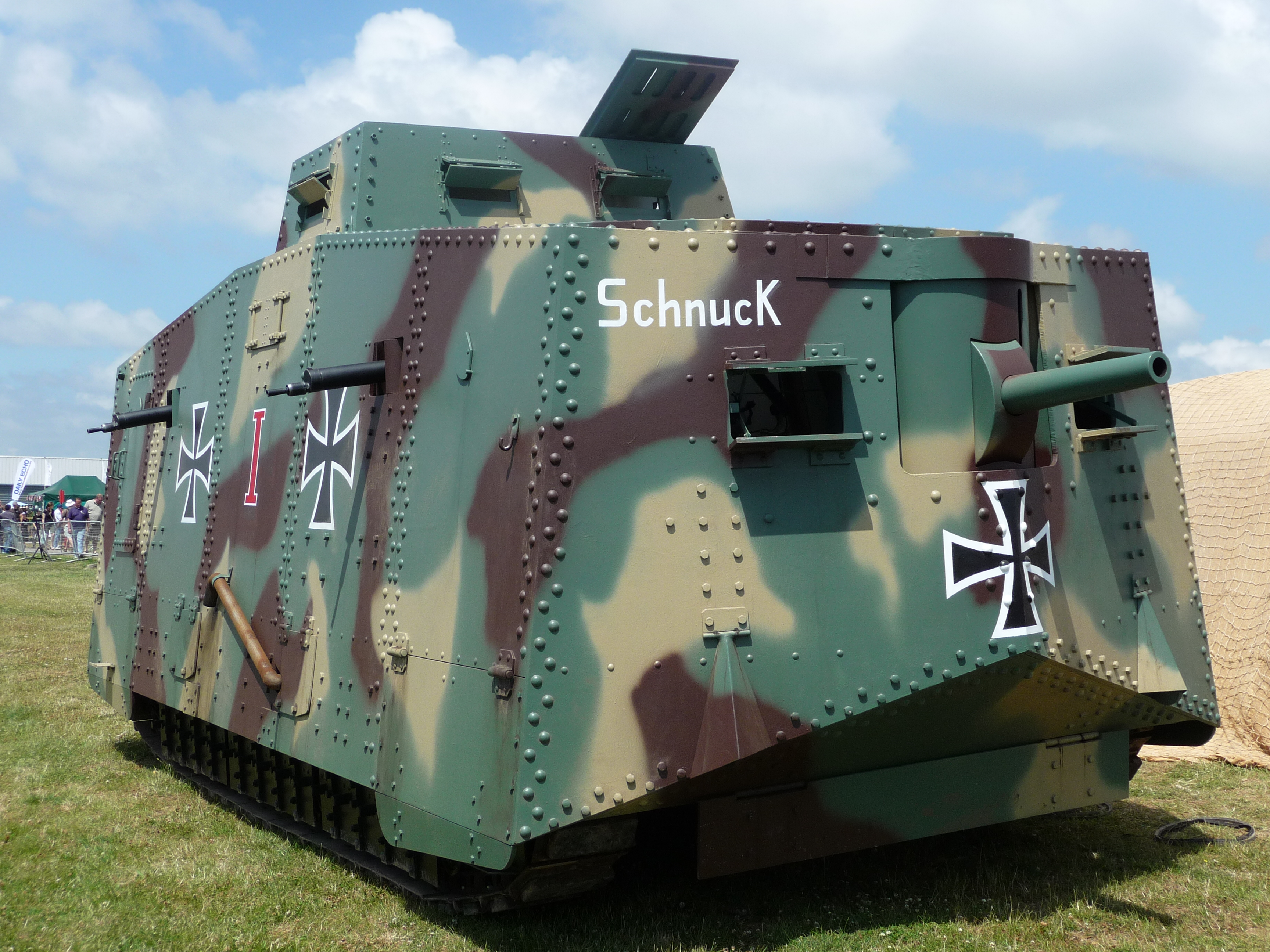
Réplique d'un A7V de 2009

Au fur et à mesure de l'avancement de la guerre, ces types de base ont été complétés par de nouveaux types. Par exemple, une voiture de tourisme a été introduite en 1915 et un camion de deux tonnes a été mis en service au cours de l'hiver 1916/17. En outre, certains camions simples de 2, 3 et 4 tonnes ont été transformés pour des tâches spéciales. Des appareils à rayons X mobiles ont été introduits en 1915, suivis par des véhicules de désinfection et des ateliers électriques. En outre, un grand nombre de canons antiaériens ont été montés sur des châssis de 4 tonnes. Des véhicules de télécommunications mobiles lourds et moyens ont également été déployés à grande échelle. En novembre 1918, l'armée disposait d'un total de 40 000 véhicules à moteur.
Dans le domaine des véhicules blindés, cependant, l'Allemagne était moins avancée que les Alliés. Le A7V était le seul char d'assaut produit par l'Allemagne et un produit de fin de guerre. Le A7V pesait 30 tonnes, était armé d'un canon de 57 mm et de six mitrailleuses, avait jusqu'à 30 millimètres de blindage et était propulsé par deux moteurs Daimler de 100 ch chacun. Cependant, avec une vitesse maximale de 15 kilomètres par heure, il était encombrant et sujet à des problèmes mécaniques. Des véhicules spéciaux complétaient la gamme. Des tracteurs d'artillerie tels que le Daimler Artillerie moteur principal ont été développés pour tirer des canons lourds, tandis que des ambulances motorisées ont été utilisées pour évacuer les blessés.